# Championnat du monde de Formule 1 2008
Navigation
2007 2009
La saison 2008 de Formule 1, 59e édition du championnat du monde des pilotes, se déroule en 18 manches entre le 16 mars et le 2 novembre 2008. Le Britannique Lewis Hamilton (McLaren-Mercedes) remporte le championnat des pilotes et la Scuderia Ferrari le championnat des constructeurs. 
Auteur d'une solide saison au volant de sa McLaren MP4-23-Mercedes (sept pole positions, cinq victoires, dix podiums, quatorze fois dans les points), Lewis Hamilton est à nouveau en tête du championnat au départ de la manche finale au Brésil. Il ne possède toutefois que sept points d'avance sur son dernier rival pour le titre, Felipe Massa, pilote de la Ferrari F2008, qui doit obligatoirement l'emporter pour être sacré alors que le jeune Britannique n'a besoin que d'une cinquième place. 
Si Massa s'impose, sous la pluie et devant son public, le suspense dure jusqu'au dernier virage. L'ensemble de l'équipe Ferrari croit à son sacre, l'espace de 39 secondes : en effet, au moment où le Brésilien franchit la ligne d'arrivée, Hamilton est en sixième position. Dans la montée vers la ligne droite des stands, il prend le meilleur sur Timo Glock et récupère la cinquième place qui lui permet d'enlever le titre avec un point d'avance et de devenir, à 23 ans, 9 mois et 26 jours, le plus jeune champion du monde de l'histoire de la Formule 1. Massa et Kimi Räikkönen apportent à Ferrari son seizième titre chez les constructeurs. 
La saison est marquée par les premières et les seules victoires de  Robert Kubica (sur BMW Sauber à Montréal) et d'Heikki Kovalainen (sur McLaren-Mercedes à Budapest). De son côté, Sebastian Vettel gagne le premier Grand Prix de sa carrière à Monza. Cette victoire est également la première de la Scuderia Toro Rosso. Vettel devient le plus jeune poleman et le plus jeune vainqueur d'un Grand Prix de Formule 1 à 21 ans et 73 jours. 
La discipline vit par ailleurs un nouveau scandale (révélé en 2009) avec le « Scandale du Grand Prix de Singapour », une sortie de piste volontaire de Nelson Angelo Piquet destinée à favoriser la victoire de Fernando Alonso, son coéquipier chez Renault, et qui entraînera la radiation à vie du directeur de l'écurie Flavio Briatore.

## Repères de début de saison

### Pilotes
- Fernando Alonso et Kimi Räikkönen sont les seuls champions du monde en activité[1].
- Rubens Barrichello est le pilote engagé en 2008 ayant le plus d'expérience avec 250 départs en F1, devant David Coulthard (228 départs) et Giancarlo Fisichella (194 départs). Barrichello devrait s'emparer du record du nombre de Grand Prix disputés au cours de la saison puisque l'actuel détenteur, Riccardo Patrese compte 256 départs en 258 engagements[1].
- David Coulthard est le pilote engagé en 2008 totalisant le plus de points (527), devant Rubens Barrichello (519), Fernando Alonso (490) et Kimi Räikkönen (456)[1].
- 9 pilotes engagés en 2008 ont déjà remporté au moins un GP : Fernando Alonso (19), Kimi Räikkönen (15), David Coulthard (13), Rubens Barrichello (9), Felipe Massa (5), Lewis Hamilton (4), Giancarlo Fisichella (3), Jarno Trulli (1), Jenson Button (1)[1].

- Débuts en tant que pilote-titulaire de :
  - Sébastien Bourdais, champion 2004, 2005, 2006 et 2007 de ChampCar, chez Scuderia Toro Rosso.
  - Timo Glock, 4 GP en 2004, champion 2007 du GP2 Series, chez Toyota F1 Team.
  - Kazuki Nakajima, issu des GP2 Series, 1 GP en 2007, chez Williams.
  - Nelsinho Piquet, pilote d'essai Renault en 2007, chez Renault F1 Team.
  - Sebastian Vettel, 8 GP en 2007 et 6 points inscrits, chez Scuderia Toro Rosso.

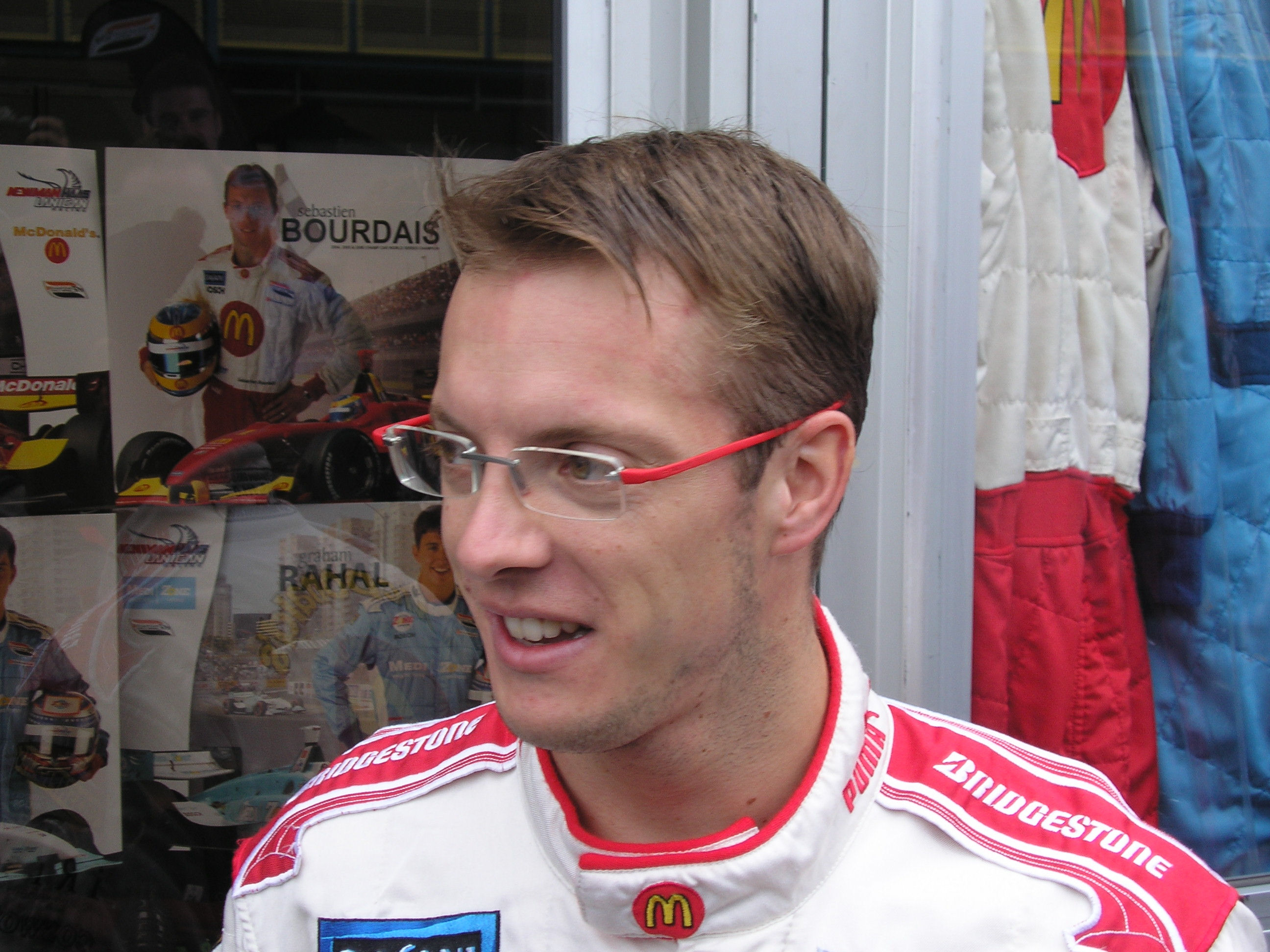
Sébastien Bourdais
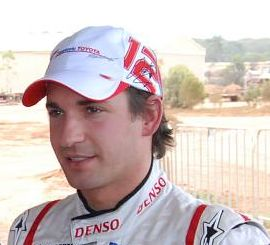
Timo Glock
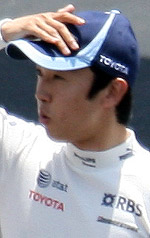
Kazuki Nakajima
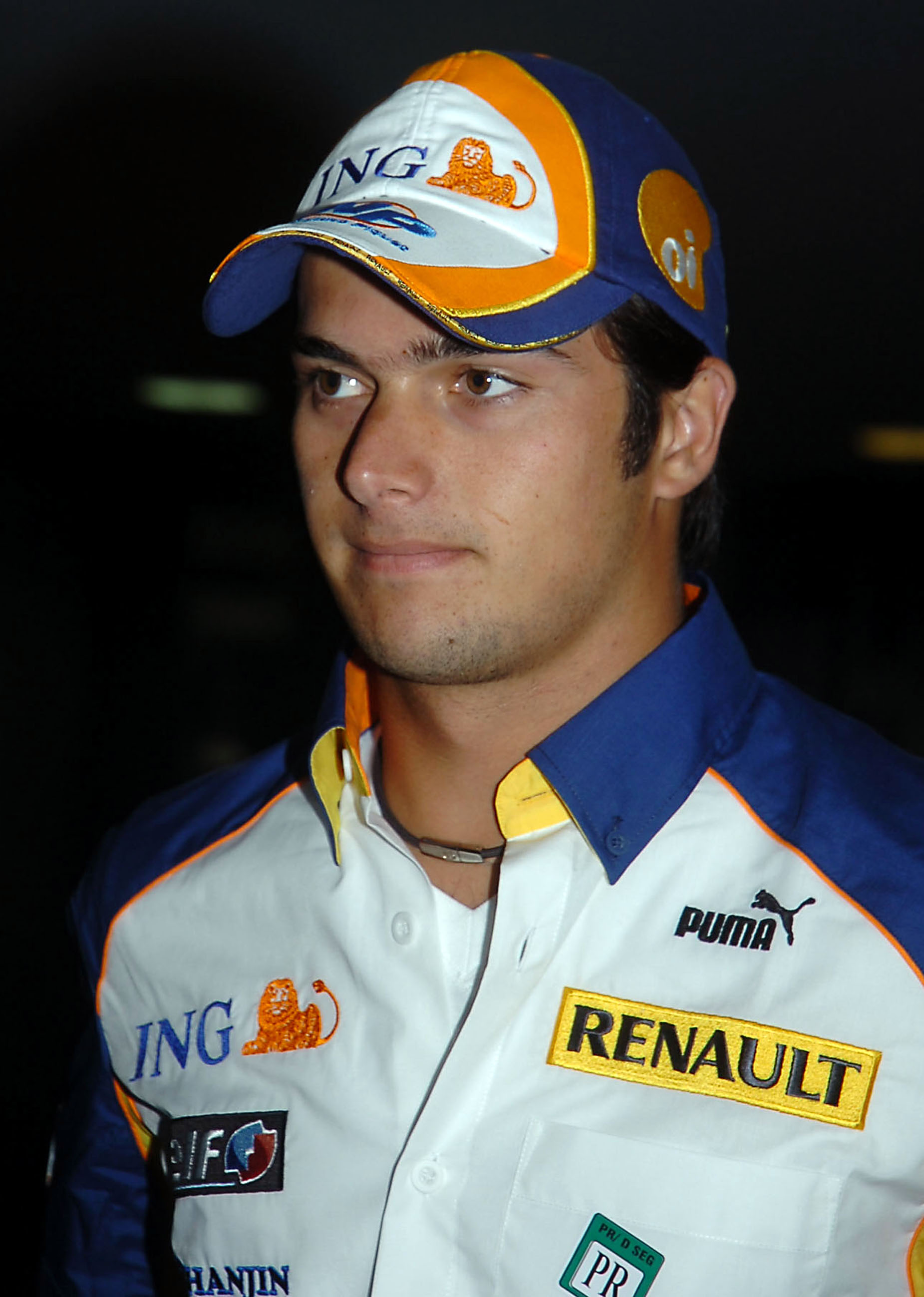
Nelson Angelo Piquet
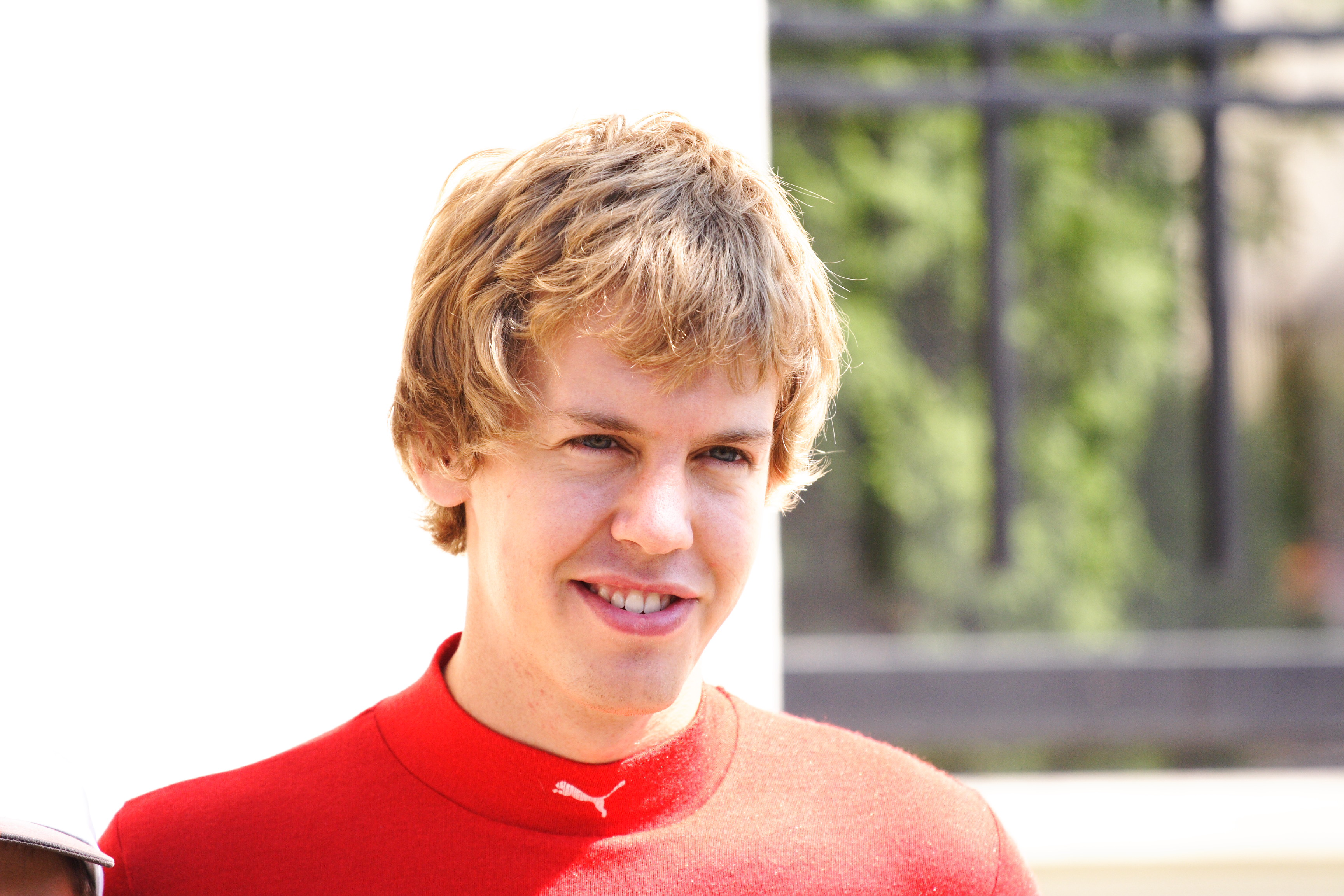
Sebastian Vettel

- Débuts en tant que pilote d'essais :
  - Marko Asmer, chez BMW Sauber F1 Team
  - Sébastien Buemi, chez Red Bull Racing
  - Mike Conway, chez Honda Racing F1 Team
  - Luca Filippi, chez Honda Racing F1 Team
  - Lucas di Grassi, chez Renault F1 Team
  - Romain Grosjean, chez Renault F1 Team
  - Nico Hülkenberg, chez Williams F1 Team
  - Brendon Hartley, chez Scuderia Toro Rosso

- Départs :
  - Ralf Schumacher, après 180 GP (329 points et 6 victoires entre 1997 et 2007). Le pilote allemand s'engage en DTM chez Mercedes-Benz.
  - Alexander Wurz, après 69 GP (45 points entre 1997 et 2007). Le pilote autrichien devient pilote d'essais chez Honda Racing F1 Team.
  - Vitantonio Liuzzi, après 51 GP (5 points entre 2005 et 2007). Le pilote italien devient pilote d'essais chez Force India.
  - Christijan Albers, après 46 GP (4 points entre 2005 et 2007). Le pilote néerlandais s'engage en DTM chez Audi pour la saison 2008.
  - Scott Speed, après 27 GP (0 point entre 2006 et 2007). Le pilote américain devient pilote de stock car (ARCA et NASCAR), mais reste sous le sponsoring de Red Bull.

### Écuries

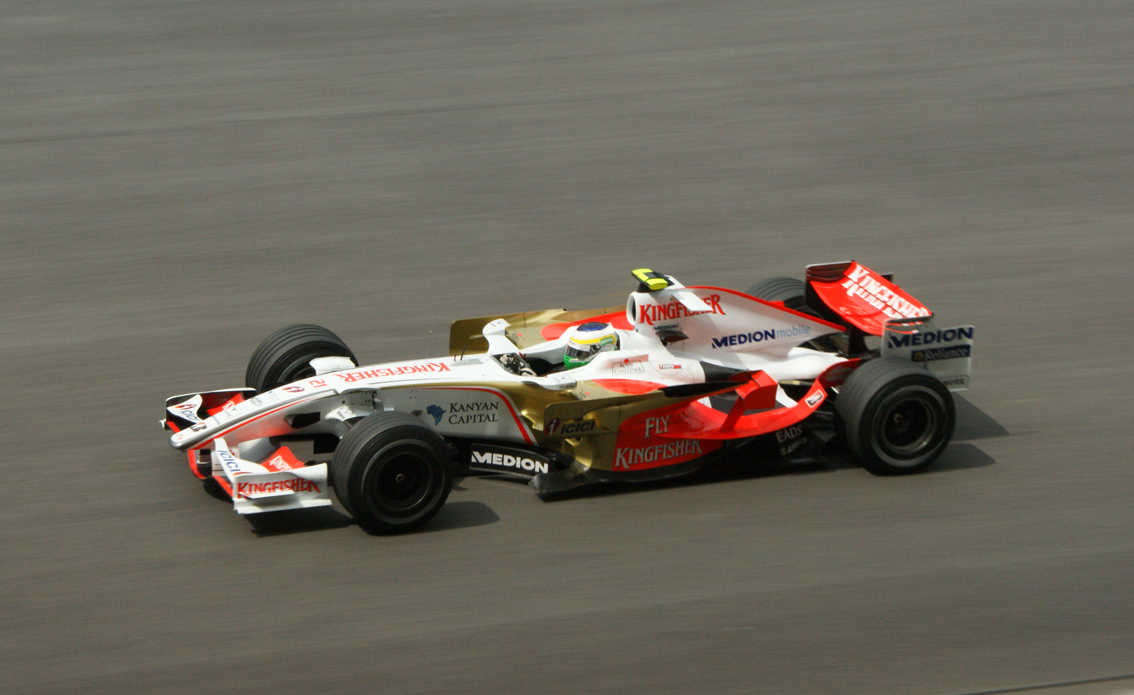
Force India (ex-Spyker) est la première écurie indienne engagée en Formule 1.

- Engagement de la nouvelle écurie Force India, créée sur les cendres de l'éphémère écurie néerlandaise Spyker F1 Team, anciennement propriété de Spyker Cars N.V.. Force India appartient au consortium Orange India Holdings, constitué à parts égales de Watson Ltd. (propriété de l'homme d'affaires indien Vijay Mallya) et Strongwind (propriété de la famille de Michiel Mol).
- Prodrive, l'écurie de David Richards devait être la douzième équipe engagée en F1 pour la saison 2008 mais Richards a annoncé à la presse spécialisée allemande que son écurie ne disputera finalement pas le championnat du monde de Formule 1 cette année et émet même des réserves quant à un éventuel engagement pour la saison 2009[2].

### Grands Prix

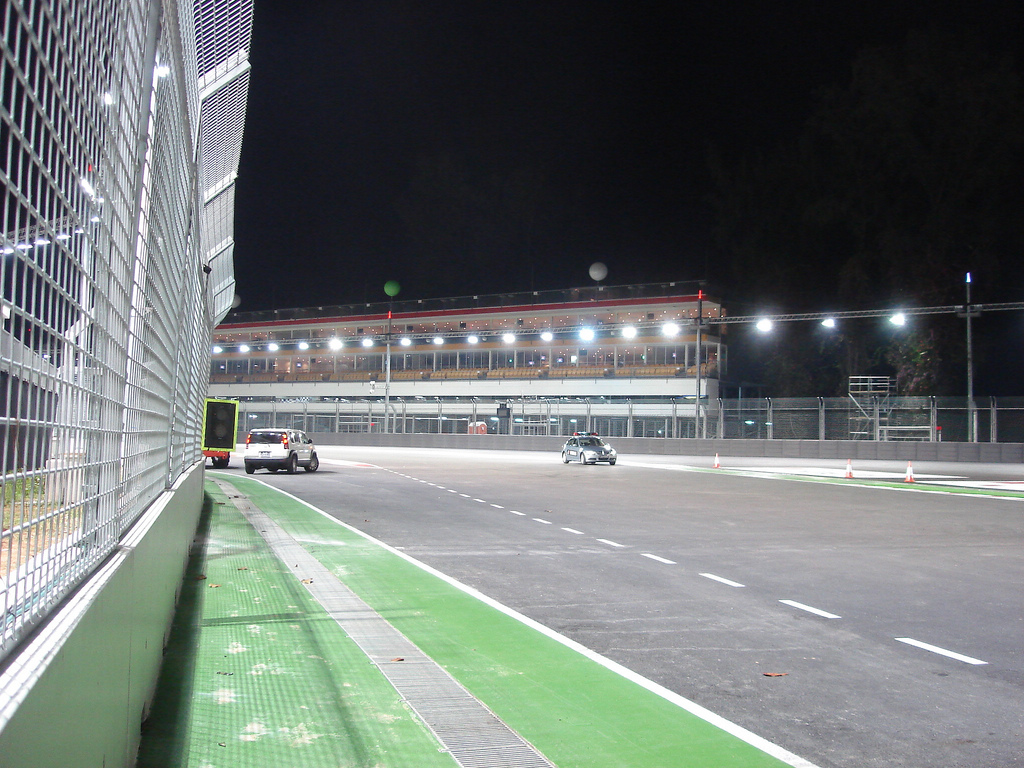
Le Grand Prix de Singapour est le premier Grand Prix de Formule 1 disputé en nocturne.

- Les Grands Prix de Belgique et d'Italie permutent leurs dates respectives. Le Grand Prix de Belgique aura lieu le 7 septembre 2008 et la course italienne une semaine plus tard, le 14 septembre 2008.
- Les Grands Prix du Japon et de Chine permutent également leurs dates pour se dérouler le 12 octobre 2008 pour Shanghai et le 19 octobre 2008 pour Fuji.
- Le Grand Prix de Turquie se déroulera désormais en mai, alors que ses trois premières éditions se déroulaient en août.
- Le Grand Prix d'Europe se déroulera désormais sur le Circuit urbain de Valence en Espagne, le 14 août 2008, la FIA ayant donné son accord le 1er juin 2007.
- Le nouveau Grand Prix de Singapour se déroulera sur le Circuit urbain de Singapour le 28 septembre 2008 et, pour la première fois depuis la création du championnat du monde en 1950, se déroulera en nocturne.
- Le Grand Prix des États-Unis, qui se déroulait depuis 2000 à Indianapolis, est supprimé du calendrier 2008.
- Trois Grands Prix auront lieu cette saison sur des circuits urbains : Monaco, Singapour et Valence.
- Le Grand Prix d'Allemagne se déroulera sur le Circuit d'Hockenheim.

## Réglementation

### Règlement sportif: les nouveautés
- Le règlement sportif du Championnat du Monde de Formule 1 de la FIA 2008 a été ratifié par le Conseil Mondial du Sport Automobile lors de sa réunion trimestrielle du 22 mars 2006. Le règlement 2008 a été publié par la FIA le 14 décembre 2007.
- Les moteurs continueront d'être utilisés pendant deux courses et les défaillances entraîneront une pénalité sauf pour la première panne de la saison (rétrogradation sur la grille).
- Les boîtes de vitesses devront durer quatre courses avec une pénalité de cinq places sur la grille en cas de défaillance.
- La caution d'engagement de 48 millions de dollars a été supprimée pour faciliter l'accès de nouvelles équipes à la discipline.
- La séance de qualification Q1 passe de 15 à 20 minutes, la séance Q2 conserve sa durée de 15 minutes tandis que la Q3 ou super-pole voit sa durée réduite de 5 minutes pour passer à 10 minutes. Les pilotes qualifiés pour la Q3 (super-pole) commenceront la course avec la quantité d'essence dont ils disposeront à la fin de la super-pole, ils ne sont plus désormais autorisés à embarquer la quantité de carburant brûlé lors de la dernière séance de qualification (ceci conduisait des pilotes à embarquer beaucoup d'essence qu'ils brûlaient en début de séance. Puis, une fois la monoplace allégée, ils réalisaient un temps leur permettant de décrocher une place en haut de grille tout en étant assurés de pouvoir prendre le départ avec un réservoir plein).

### Règlement technique: les nouveautés
- Un « dégel » des moteurs est autorisé à l'intersaison 2007/2008 avec possibilité de modifier les bougies, les pompes à eau, les pompes à essence, les pompes à huile, les sondes électroniques, les systèmes d’injection, les systèmes d’échappement, l'embrayage et l’alternateur. À l'issue de ce dégel, les moteurs ne pourront plus être modifiés en profondeur pour une période fixée à dix ans par la FIA.
- La FIA, à la suite du Conseil Mondial du Sport Automobile de Paris, a décidé unilatéralement de « geler » le développement des moteurs à partir de la saison 2008 et pendant les dix prochaines années en prévoyant toutefois un système de révision dans cinq ans (donc en 2012) avec l'accord unanime de tous les titulaires d'un siège au Conseil Mondial et d'un préavis de deux ans.
- Seuls des éléments spécifiques du moteur répertoriés par la FIA, en liaison avec les équipes, pourront être modifiés chaque année.
- Toutes les monoplaces seront munies d'un Electronic Control Unit (ECU), centrale électronique unique fabriquée par un fournisseur travaillant pour la FIA. Cette centrale électronique fonctionnera avec des logiciels approuvés par la FIA et contrôlera notamment le moteur, la boîte de vitesses, l'embrayage, le différentiel, la pression des pneumatiques, les pressions hydrauliques et le système de radiocommunication.
- Tous les senseurs et capteurs devront être homologués par la FIA. Tous les systèmes de saisie de données, de télémétrie ou capteurs supplémentaires à ceux liés au système électronique de la FIA seront physiquement séparés et complètement isolés des circuits de gestion de l'ECU.
- La télémétrie entre les stands et la voiture est totalement interdite.
- La boîte de vitesses doit pouvoir être utilisée pour disputer quatre Grands Prix consécutifs.
- L'antipatinage est désormais prohibé.
- Le carburant utilisé contiendra 5,75 % de composants d'origine biologique.
- D'autres réglementations prévoient l'instauration d'un fournisseur de pneus unique pour trois ans et une limitation des essais à 30 000 km par équipe.

## Pilotes et monoplaces

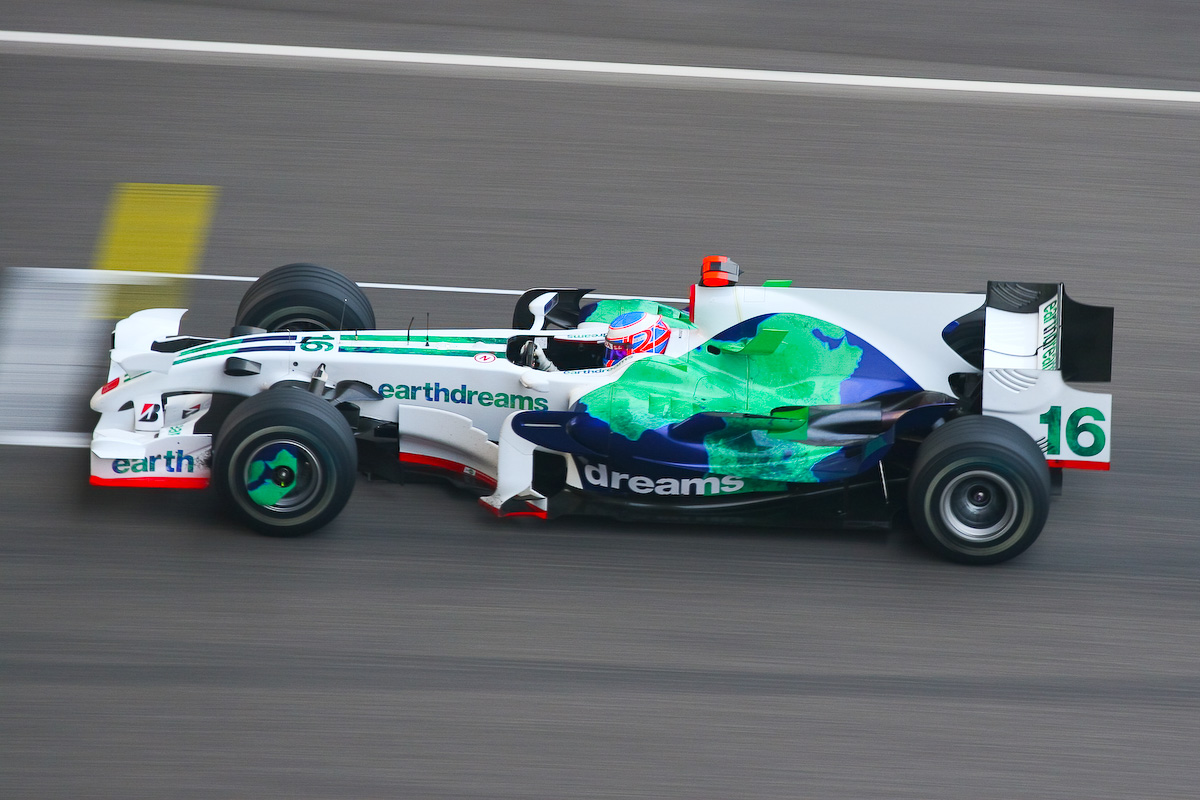
Jenson Button sur la Honda RA108.

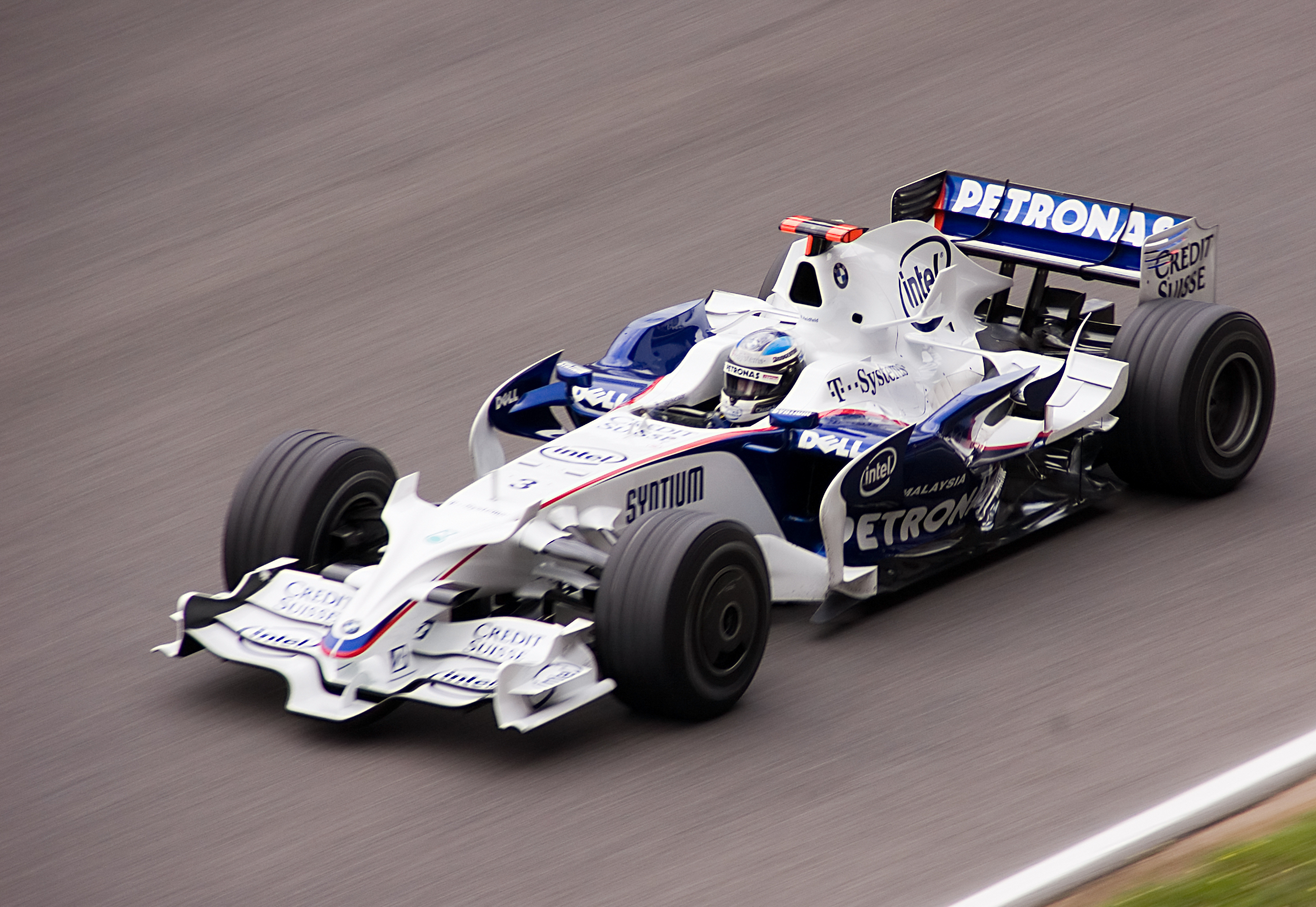
Nick Heidfeld sur la BMW Sauber F1.08.

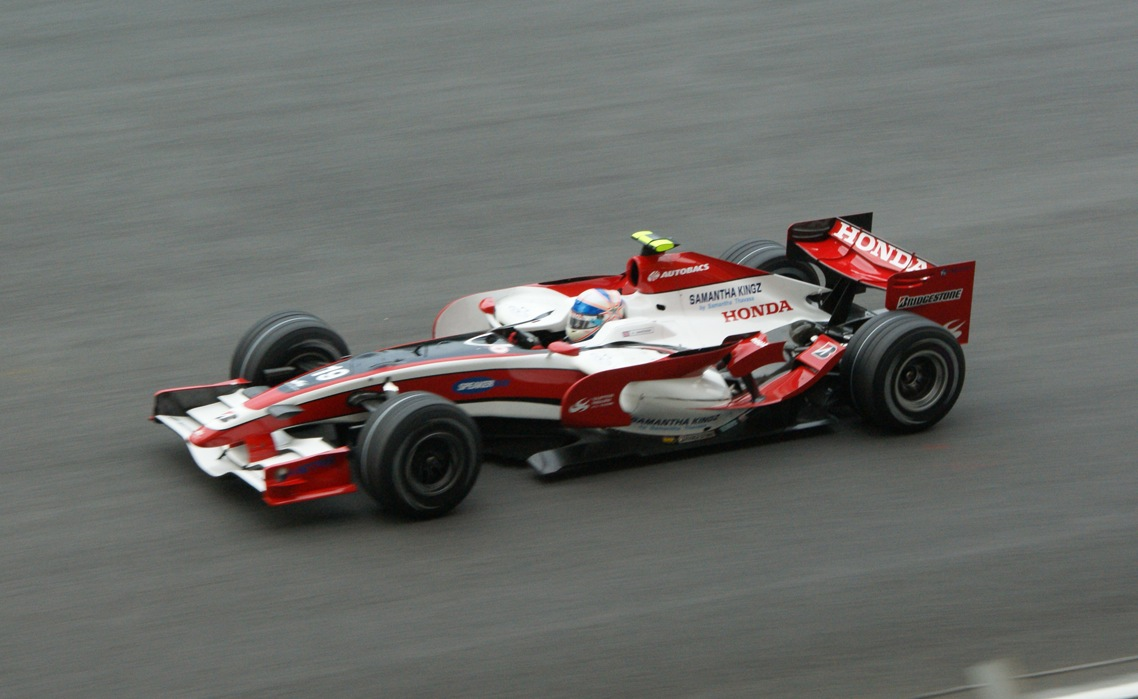
Anthony Davidson sur la Super Aguri SA08A.

| Écurie                     | Constructeur | Châssis    | Moteur   | Pneus | no | Pilotes              | Pilotes d'essais, de réserve ou de développement                                                                     |
| -------------------------- | ------------ | ---------- | -------- | ----- | -- | -------------------- | --- |
| Scuderia Ferrari Marlboro  | Ferrari      | F2008      | Ferrari  | B     | 1  | Kimi Räikkönen       | Luca Badoer Marc Gené Michael Schumacher                                                                             |
| Scuderia Ferrari Marlboro  | Ferrari      | F2008      | Ferrari  | B     | 2  | Felipe Massa         | Luca Badoer Marc Gené Michael Schumacher                                                                             |
| BMW Sauber F1 Team         | BMW          | F1.08      | BMW      | B     | 3  | Nick Heidfeld        | Christian Klien Marko Asmer Andy Priaulx Graham Rahal Ho-Pin Tung Javier Villa Philipp Eng                           |
| BMW Sauber F1 Team         | BMW          | F1.08      | BMW      | B     | 4  | Robert Kubica        | Christian Klien Marko Asmer Andy Priaulx Graham Rahal Ho-Pin Tung Javier Villa Philipp Eng                           |
| ING Renault F1 Team        | Renault      | R28        | Renault  | B     | 5  | Fernando Alonso      | Lucas di Grassi Romain Grosjean Sakon Yamamoto Alvaro Parente Giedo van der Garde                                    |
| ING Renault F1 Team        | Renault      | R28        | Renault  | B     | 6  | Nelsinho Piquet      | Lucas di Grassi Romain Grosjean Sakon Yamamoto Alvaro Parente Giedo van der Garde                                    |
| AT&T Williams              | Williams     | FW30       | Toyota   | B     | 7  | Nico Rosberg         | Nico Hülkenberg |
| AT&T Williams              | Williams     | FW30       | Toyota   | B     | 8  | Kazuki Nakajima      | Nico Hülkenberg |
| Red Bull Racing            | Red Bull     | RB4        | Renault  | B     | 9  | David Coulthard      | Sébastien Buemi Mika Maki Mikhail Aleshin Sébastien Loeb                                                             |
| Red Bull Racing            | Red Bull     | RB4        | Renault  | B     | 10 | Mark Webber          | Sébastien Buemi Mika Maki Mikhail Aleshin Sébastien Loeb                                                             |
| Panasonic Toyota Racing    | Toyota       | TF108      | Toyota   | B     | 11 | Jarno Trulli         | Kamui Kobayashi |
| Panasonic Toyota Racing    | Toyota       | TF108      | Toyota   | B     | 12 | Timo Glock           | Kamui Kobayashi |
| Scuderia Toro Rosso        | Toro Rosso   | STR2B STR3 | Ferrari  | B     | 14 | Sébastien Bourdais   | Brendon Hartley Jaime Alguersuari                                                                                    |
| Scuderia Toro Rosso        | Toro Rosso   | STR2B STR3 | Ferrari  | B     | 15 | Sebastian Vettel     | Brendon Hartley Jaime Alguersuari                                                                                    |
| Honda Racing F1 Team       | Honda        | RA108      | Honda    | B     | 16 | Jenson Button        | Alexander Wurz Mike Conway Luca Filippi Anthony Davidson Bruno Senna Lucas di Grassi Takashi Kogure Riccardo Patrese |
| Honda Racing F1 Team       | Honda        | RA108      | Honda    | B     | 17 | Rubens Barrichello   | Alexander Wurz Mike Conway Luca Filippi Anthony Davidson Bruno Senna Lucas di Grassi Takashi Kogure Riccardo Patrese |
| Super Aguri Formula 1 Team | Super Aguri  | SA08A      | Honda    | B     | 18 | Takuma Satō          | James Rossiter |
| Super Aguri Formula 1 Team | Super Aguri  | SA08A      | Honda    | B     | 19 | Anthony Davidson     | James Rossiter |
| Force India F1 Team        | Force India  | VJM01      | Ferrari  | B     | 20 | Adrian Sutil         | Vitantonio Liuzzi Pedro de la Rosa                                                                                   |
| Force India F1 Team        | Force India  | VJM01      | Ferrari  | B     | 21 | Giancarlo Fisichella | Vitantonio Liuzzi Pedro de la Rosa                                                                                   |
| Vodafone McLaren Mercedes  | McLaren      | MP4-23     | Mercedes | B     | 22 | Lewis Hamilton       | Pedro de la Rosa Gary Paffett                                                                                        |
| Vodafone McLaren Mercedes  | McLaren      | MP4-23     | Mercedes | B     | 23 | Heikki Kovalainen    | Pedro de la Rosa Gary Paffett                                                                                        |

Note : En raison de ses graves difficultés financières, l'écurie japonaise Super Aguri F1 a cessé son activité peu avant le Grand Prix de Turquie 2008.

## Grands Prix de la saison 2008
| no  | Date         | Grand Prix                    | Lieu              | Vainqueur         | Écurie             | Pole position     | Record du tour    | Résumé |
| --- | ------------ | ----------------------------- | ----------------- | ----------------- | ------------------ | ----------------- | ----------------- | ------ |
| 786 | 16 mars      | Grand Prix d'Australie        | Melbourne         | Lewis Hamilton    | McLaren-Mercedes   | Lewis Hamilton    | Heikki Kovalainen | Résumé |
| 787 | 23 mars      | Grand Prix de Malaisie        | Sepang            | Kimi Räikkönen    | Ferrari            | Felipe Massa      | Nick Heidfeld     | Résumé |
| 788 | 6 avril      | Grand Prix de Bahreïn         | Sakhir            | Felipe Massa      | Ferrari            | Robert Kubica     | Heikki Kovalainen | Résumé |
| 789 | 27 avril     | Grand Prix d'Espagne          | Barcelone         | Kimi Räikkönen    | Ferrari            | Kimi Räikkönen    | Kimi Räikkönen    | Résumé |
| 790 | 11 mai       | Grand Prix de Turquie         | Istanbul          | Felipe Massa      | Ferrari            | Felipe Massa      | Kimi Räikkönen    | Résumé |
| 791 | 25 mai       | Grand Prix de Monaco          | Monaco            | Lewis Hamilton    | McLaren-Mercedes   | Felipe Massa      | Kimi Räikkönen    | Résumé |
| 792 | 8 juin       | Grand Prix du Canada          | Montréal          | Robert Kubica     | BMW Sauber         | Lewis Hamilton    | Kimi Räikkönen    | Résumé |
| 793 | 22 juin      | Grand Prix de France          | Magny-Cours       | Felipe Massa      | Ferrari            | Kimi Räikkönen    | Kimi Räikkönen    | Résumé |
| 794 | 6 juillet    | Grand Prix de Grande-Bretagne | Silverstone       | Lewis Hamilton    | McLaren-Mercedes   | Heikki Kovalainen | Kimi Räikkönen    | Résumé |
| 795 | 20 juillet   | Grand Prix d'Allemagne        | Hockenheim        | Lewis Hamilton    | McLaren-Mercedes   | Lewis Hamilton    | Nick Heidfeld     | Résumé |
| 796 | 3 août       | Grand Prix de Hongrie         | Hungaroring       | Heikki Kovalainen | McLaren-Mercedes   | Lewis Hamilton    | Kimi Räikkönen    | Résumé |
| 797 | 24 août      | Grand Prix d'Europe           | Valence           | Felipe Massa      | Ferrari            | Felipe Massa      | Felipe Massa      | Résumé |
| 798 | 7 septembre  | Grand Prix de Belgique        | Spa-Francorchamps | Felipe Massa      | Ferrari            | Lewis Hamilton    | Kimi Räikkönen    | Résumé |
| 799 | 14 septembre | Grand Prix d'Italie           | Monza             | Sebastian Vettel  | Toro Rosso-Ferrari | Sebastian Vettel  | Kimi Räikkönen    | Résumé |
| 800 | 28 septembre | Grand Prix de Singapour       | Singapour         | Fernando Alonso   | Renault            | Felipe Massa      | Kimi Räikkönen    | Résumé |
| 801 | 12 octobre   | Grand Prix du Japon           | Mont Fuji         | Fernando Alonso   | Renault            | Lewis Hamilton    | Felipe Massa      | Résumé |
| 802 | 19 octobre   | Grand Prix de Chine           | Shanghai          | Lewis Hamilton    | McLaren-Mercedes   | Lewis Hamilton    | Lewis Hamilton    | Résumé |
| 803 | 2 novembre   | Grand Prix du Brésil          | Interlagos        | Felipe Massa      | Ferrari            | Felipe Massa      | Felipe Massa      | Résumé |

## Déroulement de la saison et faits marquants du championnat

### Grand Prix d'Australie

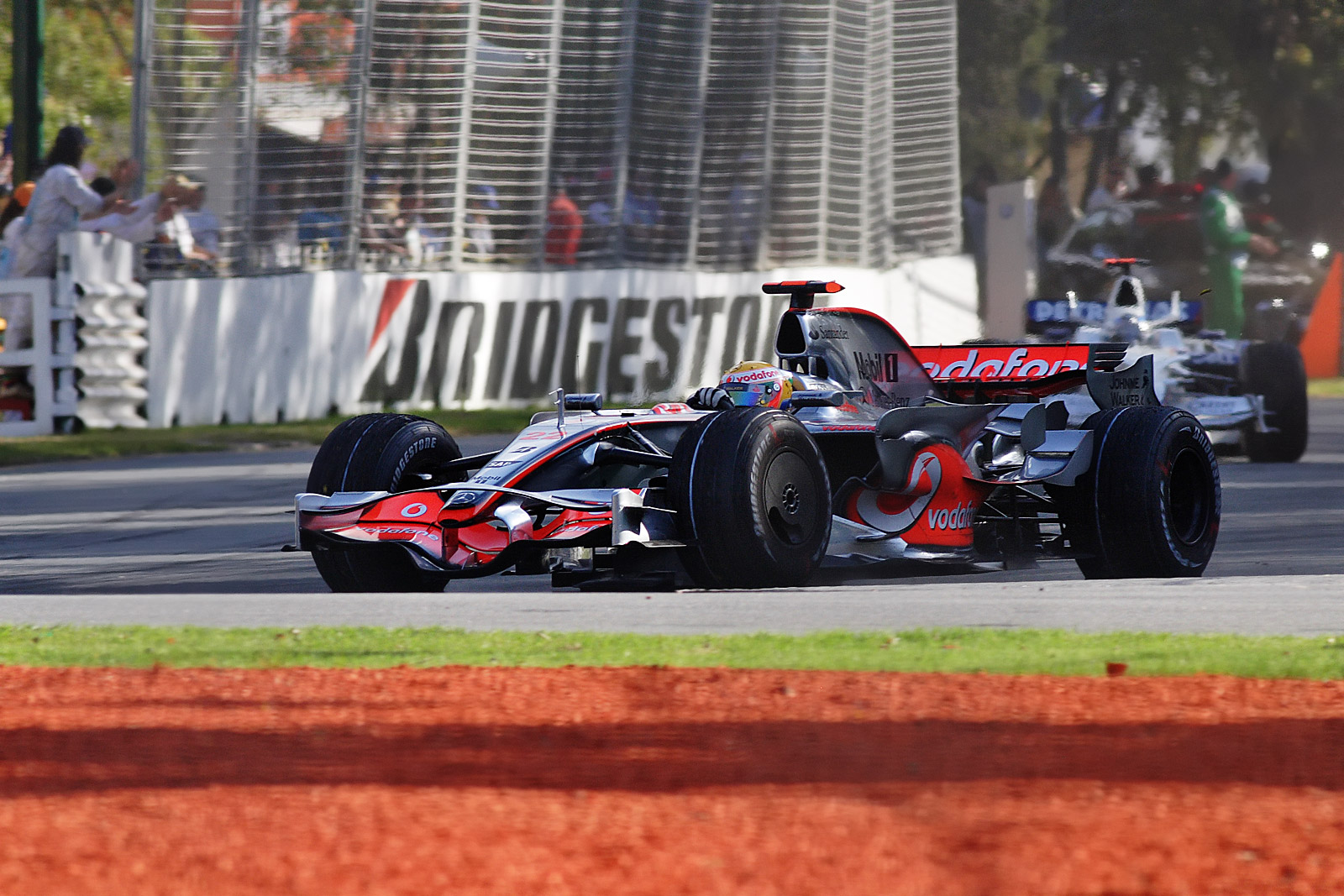
Lewis Hamilton, vainqueur du Grand Prix d'Australie.

Robert Kubica ne tire pas partie de son premier départ en première ligne tandis que Nelson Angelo Piquet percute et contraint à l'abandon Giancarlo Fisichella. Peu après, Felipe Massa doit changer son aileron avant alors que Mark Webber, Anthony Davidson et Jenson Button abandonnent et provoquent la première sortie de la voiture de sécurité. Lewis Hamilton, Kubica et Nico Rosberg prennent alors le large, Kimi Räikkönen réalise une excellente opération en passant du 15e au 8e rang à l'issue du premier tour.
Au 26e passage, Massa accroche David Coulthard en tentant de le dépasser et provoque son abandon, ainsi qu'une nouvelle sortie du safety-car. Le Brésilien renonce quelques tours plus tard, moteur cassé. Après que la voiture de sécurité s'est effacée au 30e tour, Räikkönen échoue à doubler son compatriote Heikki Kovalainen pour la seconde place et se retrouve douzième.
Au 44e tour, Timo Glock sort large au virage 12 et sa monoplace décolle sur un vibreur avant de finir contre un muret de protection, le véhicule de sécurité doit alors intervenir pour la troisième fois. Rubens Barrichello commet l'erreur de quitter son stand de ravitaillement alors que le tuyau de remplissage n'est pas encore désacouplé de sa monoplace; de plus, il quitte de la voie des stands sous feu rouge, ce qui provoquera sa disqualification ultérieure. Au 47e tour, Kubica abandonne, accroché par le débutant Kazuki Nakajima qui sera pénalisé pour l'épreuve suivante. Fernando Alonso réussit à doubler concommitament Kovalainen et Räikkönen et pointe en cinquième position. Au moment où Räikkönen se fait de plus en plus pressant sur Kovalainen, le pilote Ferrari abandonne sur panne mécanique (néanmoins classé huitième). Sébastien Bourdais, dont c'est le premier Grand Prix, pointait alors au quatrième rang mais pour la troisième fois de la course, le moteur Ferrari casse (Bourdais sera néanmoins classé septième).
Alors qu'il ne reste qu'un tour à couvrir, Kovalainen prend l'avantage sur Alonso pour le gain de la quatrième place, mais l'Espagnol reprend quasi immédiatement sa position initiale. Ainsi, Lewis Hamilton remporte le Grand Prix en devançant à l'arrivée les Allemands Nick Heidfeld et Nico Rosberg. Sébastien Bourdais, qui prenait son premier départ en Formule 1 et Kazuki Nakajima, dont c'était seulement le second ont chacun inscrit leurs premiers points. Heikki Kovalainen a réalisé son premier meilleur tour en course tandis que Nico Rosberg est monté sur son premier podium. 7 voitures seulement ont franchi la ligne d'arrivée, mais après la course, Rubens Barrichello, sur Honda, a été déclassé pour sortie des stands sous feu rouge.

### Grand Prix de Malaisie

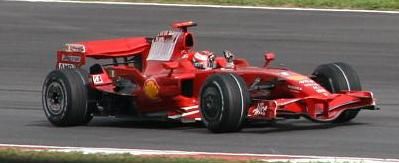
Räikkönen, vainqueur du Grand Prix de Malaisie.

À l'extinction des feux, Felipe Massa traverse la piste pour empêcher son coéquipier Kimi Räikkönen de prendre l'avantage. Lewis Hamilton et Mark Webber bondissent respectivement à la 5e et 4e place. Dès le second virage, Sébastien Bourdais finit dans le bac à graviers puis Nico Rosberg entre en collision avec Timo Glock, détruisant ainsi son aileron avant. Au quatrième tour, Fernando Alonso et Nick Heidfeld prennent le dessus sur David Coulthard tandis qu'Adrian Sutil abandonne au sixième tour. À partir de la neuvième boucle, les Ferrari creusent le trou en réalisant à quatre reprises consécutives le meilleur tour en course. Webber ouvre le bal des ravitaillements au seizième tour, suivi de Massa, Räikkönen et Hamilton qui perd une vingtaine de secondes car ses mécaniciens ont des difficultés à extraire sa roue avant gauche : il ressort des stands en 11e position.
Räikkönen passe pour la première fois en tête de la course lorsque le leader Robert Kubica regagne enfin les stands au vingt-et-unième passage. Hamilton parvient à se hisser jusqu'à la 7e place mais butte alors sur Webber. Massa commet une erreur et finit sa course dans les graviers au trente-et-unième tour, Räikkönen n'est alors plus menacé que par Kubica à plus de 20 secondes. Sebastian Vettel abandonne à la boucle suivante sur casse moteur. Après son second arrêt au stand, Hamilton se retrouve à 6 secondes de Jarno Trulli alors 4e. Alonso est quant à lui 8e derrière Webber. 
Au volant de sa Ferrari F2008, Kimi Räikkönen, champion du monde en titre, s'impose devant Robert Kubica (BMW Sauber) et Heikki Kovalainen (McLaren-Mercedes). Arrivé 5e, Lewis Hamilton conserve la tête du championnat du monde. Robert Kubica signe, en terminant second, le meilleur résultat de sa carrière.

### Grand Prix de Bahreïn

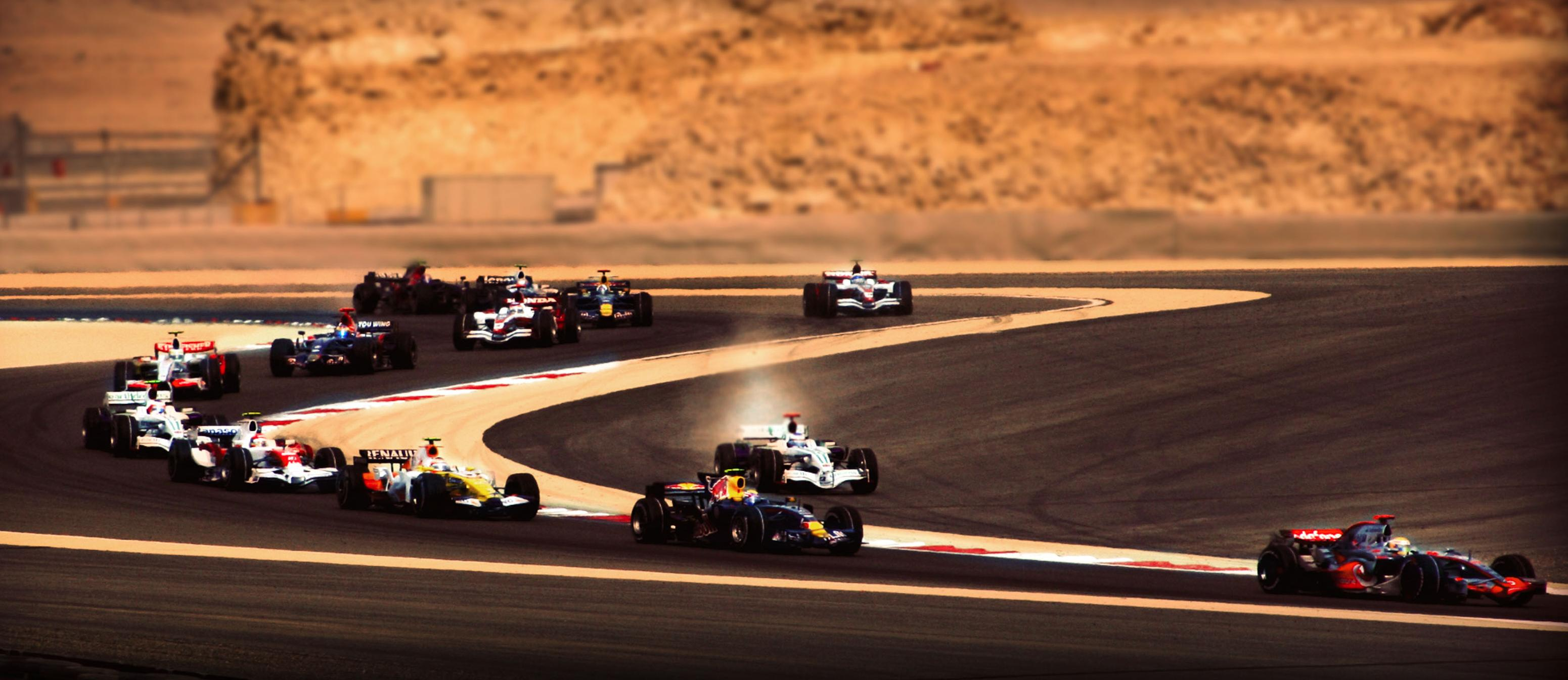
Le premier tour du Grand Prix 2008 : Lewis Hamilton mène le peloton tandis que Jenson Button est sorti de la piste et que Sebastian Vettel est en tête-à-queue à l'arrière-plan.

Felipe Massa prend le meilleur au départ sur le poleman Robert Kubica, alors que Lewis Hamilton se loupe et se retrouve enfermé en milieu de peloton. Heikki Kovalainen bondit à la quatrième place à l'amorce du premier virage, Sebastian Vettel part en tête-à-queue à la suite d'une casse moteur. Jenson Button est aussi mal loti puisqu'il doit regagner son stand après une crevaison à l'arrière et doit repasser par les stands avant de boucler son tour, tour qu'Hamilton termine en neuvième position, derrière Fernando Alonso. 
Au tour suivant, Hamilton percute Alonso par l'arrière et détruit son aileron. Nelson Angelo Piquet est à son tour victime d'une crevaison et commence à se plaindre de soucis de boîte de vitesses. David Coulthard rentre à son stand, lui aussi sur crevaison. Le troisième passage voit Jarno Trulli, Nico Rosberg et Mark Webber (6e, 7e et 8e) se livrer une lutte sévère sans pour autant réussir à se dépasser. Ce n'est pas le cas de Räikkönen qui prend le meilleur sur Kubica pour le gain de la seconde place. Il est imité par Nick Heidfeld qui double Kovalainen et se retrouve quatrième. Le ballet des ravitaillements débute au 18e tour avec Kubica, suivi par Rosberg. Pendant ce temps, Button s'accroche avec Coulthard en essayant de le dépasser. Button brise son aileron, repasse par les stands mais abandonnera au vingtième tours des conséquences de l'accrochage. Au quarantième tour, la boîte de vitesses de Piquet rend définitivement l'âme alors que Webber ravit la septième place à Rosberg et met la pression sur Trulli, sans toutefois trouver l'ouverture.
Felipe Massa remporte finalement sa première course de la saison (la première de sa carrière sans s'élancer de la pole) après deux résultats vierges. Il devance son coéquipier Räikkönen (à 3 secondes) et signent le 77e doublé de Ferrari. Kubica, troisième, monte sur son second podium consécutif tandis qu'Heidfeld se classe quatrième, ce qui permet à BMW Sauber de marquer à nouveau 11 points, égalant ainsi son meilleur résultat établi au Grand Prix précédent. Kovalainen, cinquième, sauve l'honneur de McLaren, Trulli, Webber et Rosberg complétant le top huit. Au championnat du monde des pilotes, Kimi Räikkönen ravit le commandement à Lewis Hamilton, arrivé seulement 13e, tandis que chez les constructeurs, BMW Sauber pointe en tête pour la première fois de son histoire. Robert Kubica aura décroché la première pole position de sa carrière et signé la première pole de l'écurie BMW Sauber et d'un pilote polonais.

### Grand Prix d'Espagne

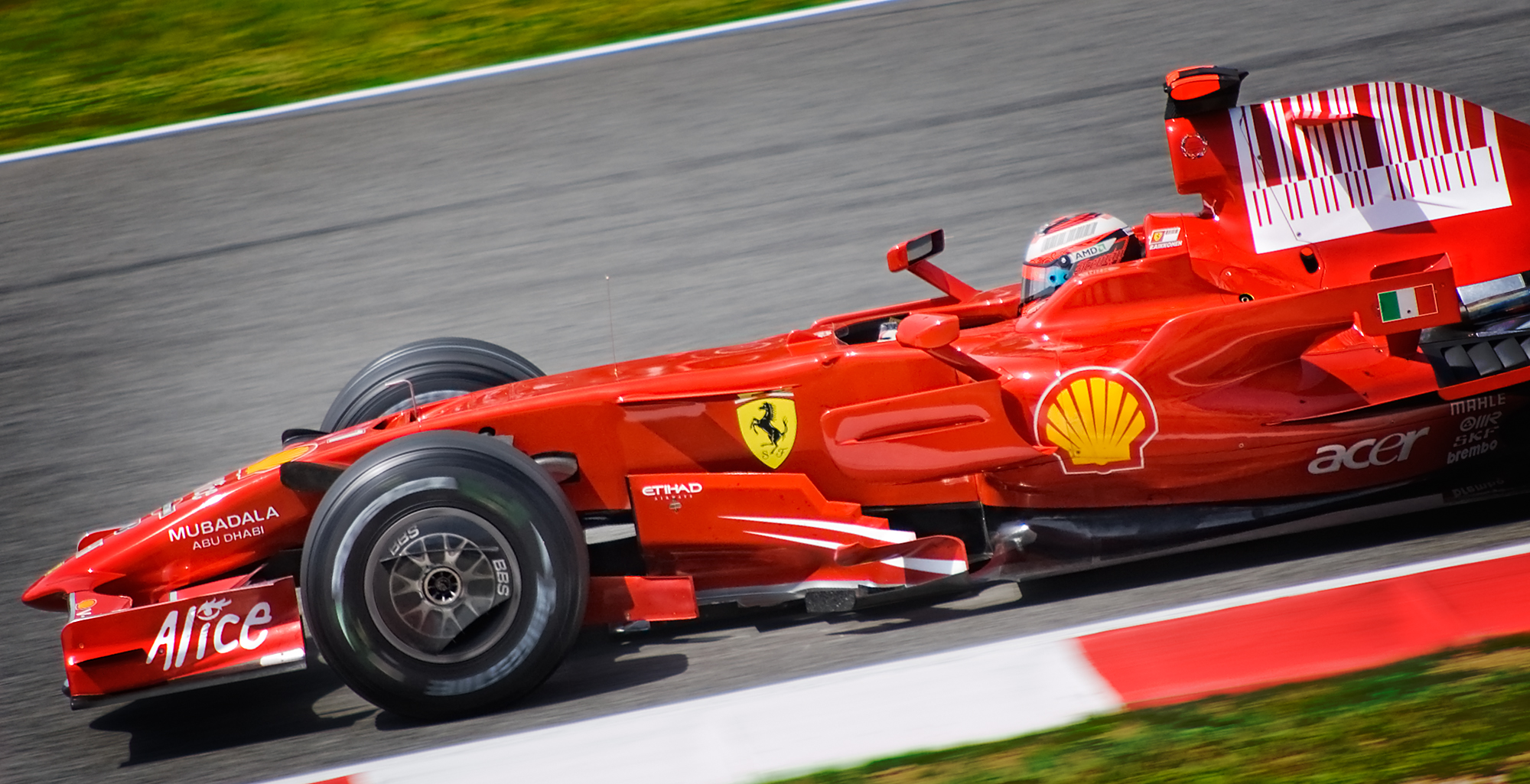
Kimi Räikkönen remporte à Barcelone sa deuxième victoire de la saison.

Felipe Massa et Lewis Hamilton prennent le meilleur départ à l'extinction des feux alors qu'Adrian Sutil et Sebastian Vettel entrent en collision au quatrième virage, ce qui cause l'intervention de la voiture de sécurité et une neutralisation de trois tours. Nelson Angelo Piquet sort de la piste au cinquième tour et perd huit places pour se retrouver 18e. Au tour suivant, il s'accroche avec Sebastien Bourdais en tentant de le doubler et les deux pilotes doivent renoncer. Anthony Davidson les imite au tour suivant après qu'une pierre a percé son radiateur. Au 21e tour, l'explosion du pneu avant gauche de la monoplace d'Heikki Kovalainen, dans l'un des virages le plus rapides du circuit, l'envoie percuter le mur à haute vitesse (la télémétrie a enregistré une décélération de 26 g), nécessitant son évacuation par hélicoptère. Malgré la violence du choc, il ne souffre que de contusions légères et la voiture de sécurité fait une nouvelle apparition. 
Après être passé par les stands au 25e tour, Rubens Barrichello percute Giancarlo Fisichella et brise son aileron avant : il doit effectuer un tour complet avec l'aileron coincé dans son fond plat et repasser par les stands, la réparation ne l'empêche pas d'abandonner peu après. Dans le même temps, Fernando Alonso abandonne sur casse moteur et la même mésaventure arrivera à Nico Rosberg au 41e tour. Jarno Trulli perd deux places à la suite d'une mésentente avec son équipe technique et d'un passage inutile par les stands, il sauve le point de la huitième place, mais permet à Kazuki Nakajima de décrocher la septième place, derrière Jenson Button qui inscrit les premiers points de son écurie depuis le Grand Prix du Brésil 2006. Kimi Räikkönen réalise le second hat-trick (pole position, meilleur tour en course et victoire) de sa carrière et Felipe Massa permet à Ferrari de signer son 78e doublé. Lewis Hamilton monte sur le podium tandis que Robert Kubica termine quatrième devant Mark Webber, dans les points pour la troisième fois depuis le début de la saison. Au championnat du monde, Räikkönen possède désormais 9 points d'avance sur Hamilton et 10 sur Kubica. Heidfeld n'ayant pas inscrit de point, la Scuderia Ferrari reprend le commandement au championnat des constructeurs et, avec 47 points, domine BMW Sauber (35 points) et McLaren (34 points).

### Grand Prix de Turquie
Super Aguri n'ayant pas trouvé de solution à sa situation financière, seules vingt monoplaces s'alignent sur la grille de départ du grand prix de Turquie. Le départ de l'épreuve est émaillé d'accrochages légers puisqu'au premier virage, Kimi Räikkönen abime légèrement son aileron avant en percutant son compatriote Heikki Kovalainen, contraint de rentrer au stand alors que le pilote Ferrari ne changera pas son aileron. La même mésaventure se produit entre Sebastian Vettel et Adrian Sutil qui doivent passer par les stands (crevaison et changement d’aileron). Giancarlo Fisichella freine quant à lui trop tard et percute Kazuki Nakajima: il abandonne tandis que le Japonais doit changer ses ailerons avant et arrière. Lewis Hamilton par contre prend le meilleur sur son coéquipier et boucle le premier tour en seconde position derrière Felipe Massa.
Les leaders Massa et Hamilton réalisent à tour de rôle le meilleur tour en course mais Hamilton comble peu à peu son retard. Après son premier passage au stand, l’Anglais chute à la sixième place et, pendant l’arrêt de Massa, Räikkönen mène temporairement la course. Ces ravitaillements terminés, Massa retrouve la tête de l’épreuve mais Hamilton, plus léger en essence, le rattrape et le double au vingt-quatrième tour. Hamilton creuse rapidement le trou et possède près de quatre secondes d‘avance sur Massa lorsqu‘il rentre au stand pour chausser des pneus durs, dévoilant sa stratégie à trois arrêts. Il reprend la piste au troisième rang, derrière Räikkönen et Massa. Huit tours plus tard, Massa laisse le commandement à son coéquipier pour effectuer son second et dernier arrêt. Hamilton passe une troisième fois par les stands et laisse donc la victoire à Massa (qui remporte donc pour la troisième fois consécutive ce Grand Prix), suivi par Hamilton. Derrière Räikkönen, troisième, les deux pilotes BMW, Robert Kubica et Nick Heidfeld se classent quatrième et cinquième, Fernando Alonso, Mark Webber et Nico Rosberg complétant le top-huit. Au championnat, derrière Räikkönen, toujours leader, Massa se classe second, à égalité de points avec Hamilton. La Scuderia Ferrari conserve le commandement au championnat des constructeurs et, avec 63 points, domine BMW Sauber (44 points), toujours talonnée par McLaren (42 points).

### Grand Prix de Monaco

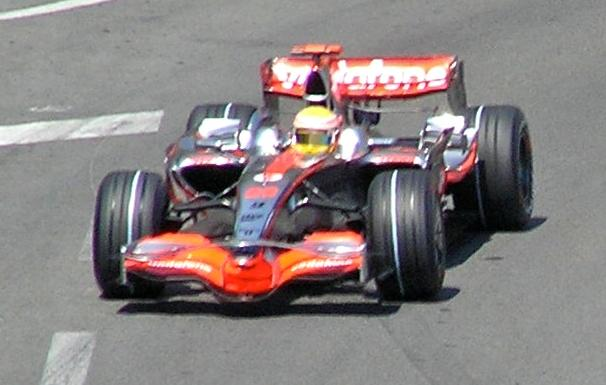
Lewis Hamilton remporte le 66e Grand Prix de Monaco.

Sous la pluie, Felipe Massa, en pole, part en tête tandis que Lewis Hamilton s'infiltre entre les deux Ferrari. Son coéquipier Heikki Kovalainen, alors quatrième est contraint de passer par les stands à la suite d'une défaillance de son volant. Rapidement, le safety-car fait son apparition à la suite des accrochages et touchettes qui impliquent Timo Glock, Nico Rosberg, Jenson Button, Fernando Alonso et Hamilton. Kimi Räikkönen, alors second cède sa place à Robert Kubica à cause d'un passage par les stands consécutif à une erreur de ses mécaniciens. Le Polonais prend la tête de l'épreuve peu après lorsque Massa fait un tout-droit à Sainte Dévote. Après les arrêts aux stands de la mi-course, Hamilton prend la première place devant Massa, Kubica, Mark Webber et Adrian Sutil, alors le plus rapide en piste. Lorsque la piste s'assèche, autour du cinquantième tour, tous les pilotes procèdent à un changement de gommes, ce qui permet à Kubica de prendre le meilleur sur Massa. Le safety-car reprend la piste à cause de la violente sortie de piste de Rosberg à la piscine et, à la relance, Räikkönen, en difficulté à la sortie du tunnel, percute Sutil, alors quatrième, et le contraint à l'abandon. Hamilton conserve sa place de leader jusqu'au drapeau à damiers et s'impose devant Kubica, Massa, Webber, Sebastian Vettel, Rubens Barrichello, Kazuki Nakajima et Kovalainen. Hamilton prend la tête du championnat avec 38 points, devançant de trois longueurs Räikkönen et de quatre l'autre pilote Ferrari. Si Ferrari conserve la tête du classement des constructeurs, les onze points acquis par McLaren lui permettent de reprendre le premier accessit à BMW Sauber pour une seule unité.

### Grand Prix du Canada

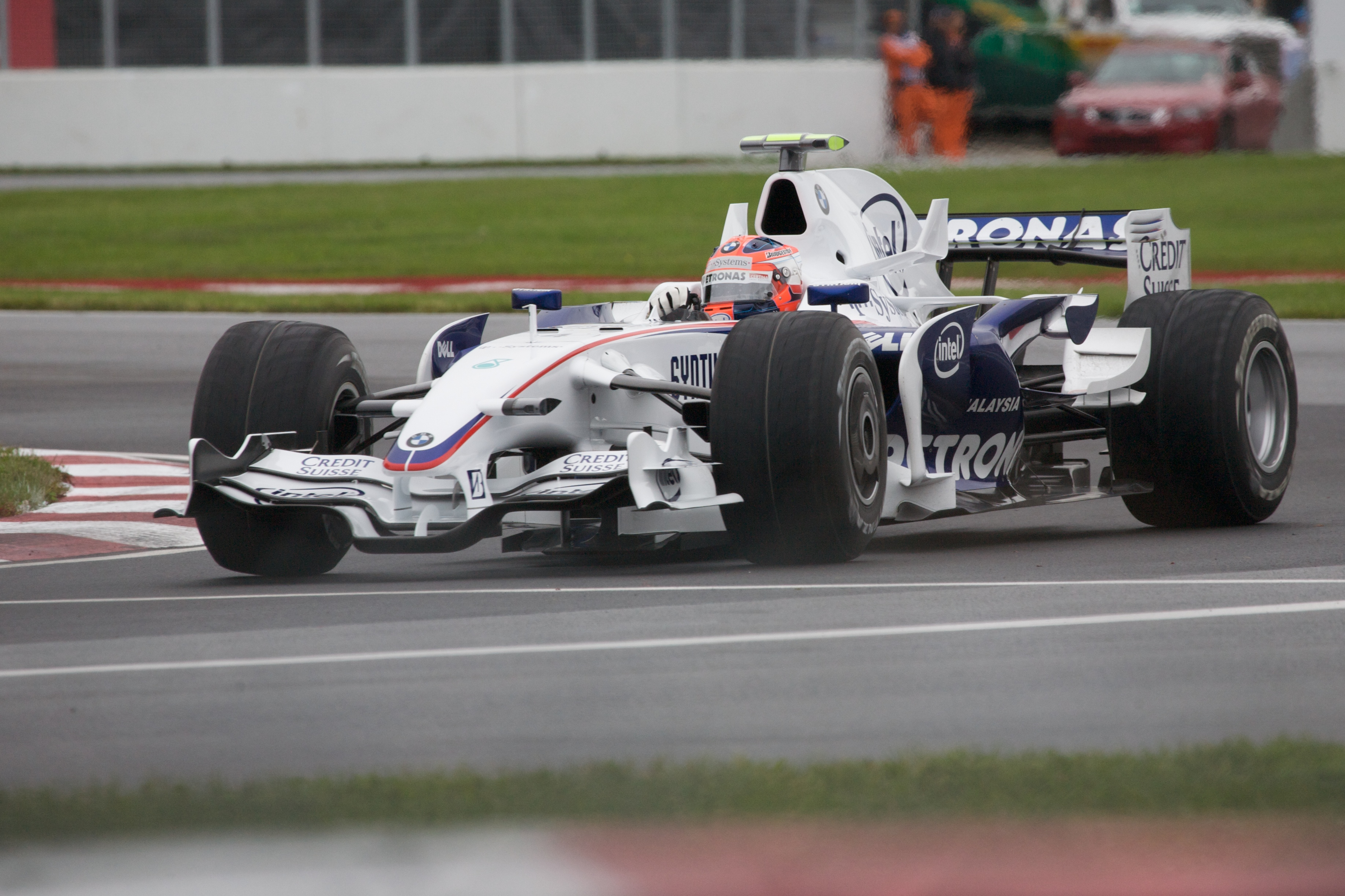
Robert Kubica remporte son premier Grand Prix au Canada.

Lewis Hamilton profite de sa pole position pour creuser rapidement l'écart sur ses poursuivants, mais la sortie du safety-car au quatorzième tour à la suite de l'abandon d'Adrian Sutil ruine ses efforts. Lors de la première salve des arrêts aux stands, Robert Kubica et Kimi Räikkönen ravitaillent plus vite que le pilote britannique et quittent leur stand devant lui. La voie des stands demeurant fermée, les deux pilotes se rangent côte-à-côte derrière le feu clignotant tandis qu'Hamilton remarque trop tard le feu et s'encastre dans la Ferrari, ce qui contraint les deux pilotes à l'abandon. Nico Rosberg commet la même erreur et percute à son tour la monoplace d'Hamilton. Heidfeld, qui n'est pas passé par les stands, est alors en tête de la course. Après son arrêt, il réussit à conserver sa place mais est talonné par son coéquipier et Fernando Alonso. Le Polonais finit par prendre le meilleur sur Heidfeld et à conserver le leadership après son second passage par les stands. Toujours coincé en troisième position par Heidfeld, Alonso part en tête-à-queue et tape le muret au quarante-cinquième tour. Kubica et Heidfeld réalisent ainsi le premier doublé de l'écurie BMW Sauber, le Polonais signant sa première victoire en Grand Prix, la première également de BMW en tant que constructeur et la première victoire d'un Polonais en F1. David Coulthard complète le podium en devançant les Toyota de Timo Glock et Jarno Trulli entre lesquelles s'est intercalé Felipe Massa. Rubens Barrichello et Sebastian Vettel, comme lors de l'épreuve précédente, se partagent les derniers points en jeu. Sur le circuit où il avait subi un violent accident l'année précédente, Kubica prend la tête du championnat du monde avec 42 points et devance Hamilton et 
Massa de quatre points. Ferrari reste en tête du classement des constructeurs avec 73 points, trois de plus que BMW Sauber qui devance à nouveau Mclaren.

### Grand Prix de France

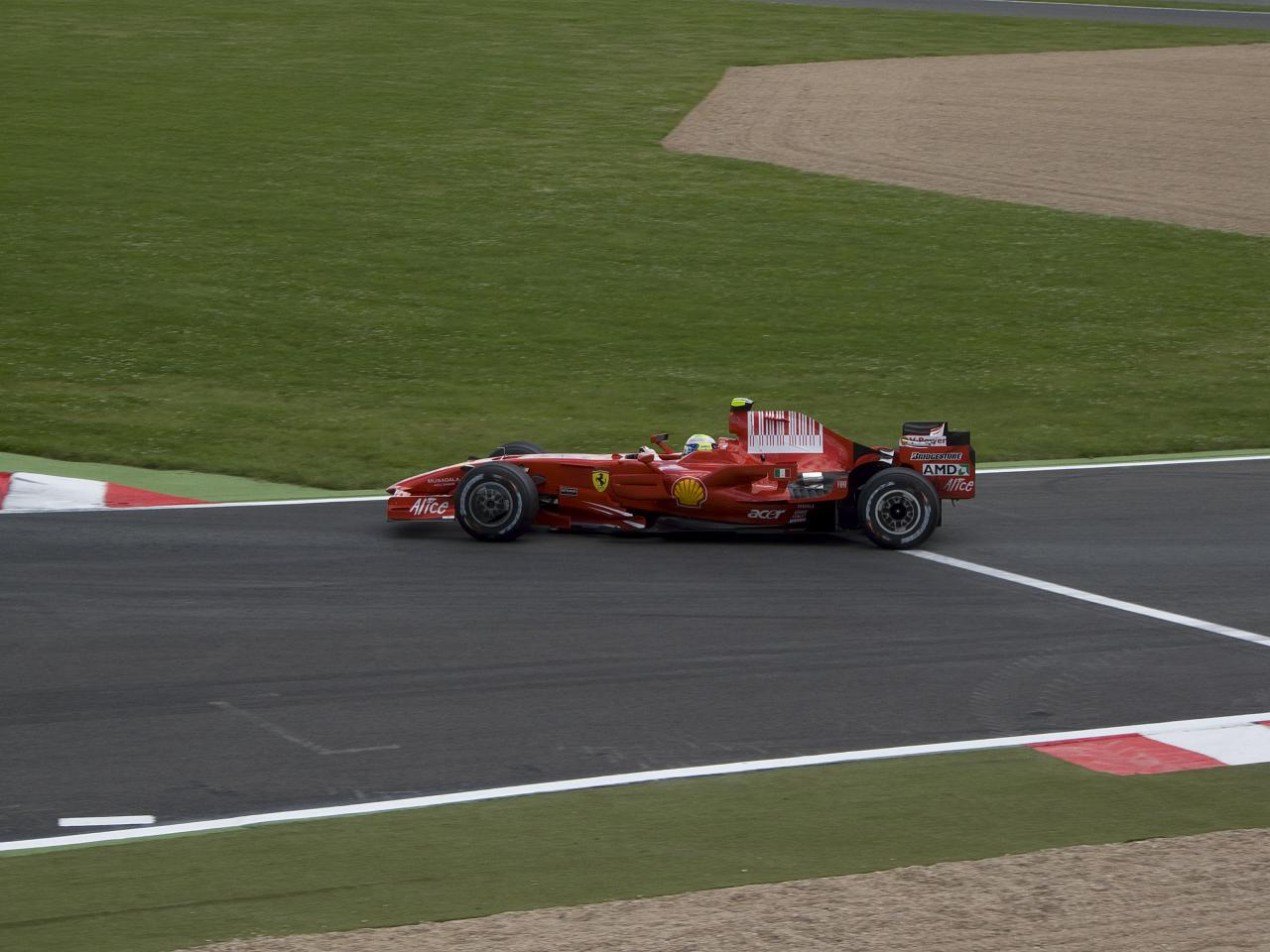
Felipe Massa remporte le Grand Prix de France à Magny-cours.

Assez nettement dominatrices sur le tracé de Nevers Magny-Cours, les Ferrari de Kimi Räikkönen et Felipe Massa monopolisent la première ligne de la grille de départ, Räikkönen signant la 200e pole position de la Scuderia Ferrari. Les Rouges profitent de la baisse de forme des BMW Sauber ainsi que des soucis des pilotes McLaren : Lewis Hamilton qualifié à la 13e place à la suite de sa pénalité de 10 places pour avoir provoqué un accident au Canada et Heikki Kovalainen qualifié 11e après une pénalité de 5 places pour avoir gêné Mark Webber. Dès les premiers tours, Räikkönen et Massa creusent l'écart sur le reste du peloton dans lequel Hamilton tente de remonter. Sa progression s'achève à la suite d'un « drive trought » pour avoir dépassé un pilote en coupant une chicane, l'Anglais terminera la course en 10e position. En tête de course, Räikkönen semble tenir Massa à distance jusqu'à ce qu'une rupture d'échappement fasse perdre 50 à 70 chevaux à son moteur. Le Finlandais échappe à une réprimande de la direction de course qui, pour raison de sécurité, aurait pu lui enjoindre de rentrer aux stands pour réparation mais n'est pas en mesure de résister à Massa qui s'empare de la tête de la course et de la victoire. Räikkönen parvient tout de même à sauver sa deuxième place (79e doublé de la Scuderia) tandis que la troisième marche du podium revient à Jarno Trulli, sorti vainqueur d'une passe d'armes en fin de course avec Kovalainen et qui passe la barre des 200 points en championnat du monde (201 points). Robert Kubica se classe cinquième devant Mark Webber, Nelsinho Piquet qui inscrit ses premiers points en championnat du monde en devançant son coéquipier Fernando Alonso qui inscrit son 500e point en championnat du monde. Pour la première fois de sa carrière, Massa, avec 48 points, prend la tête du championnat du monde en devançant de deux longueurs Kubica et de cinq son coéquipier Räikkönen. Le doublé Ferrari permet à la Scuderia de prendre le large au classement des constructeurs avec 91 points contre 74 à BMW Sauber et 58 à McLaren.

### Grand Prix de Grande-Bretagne

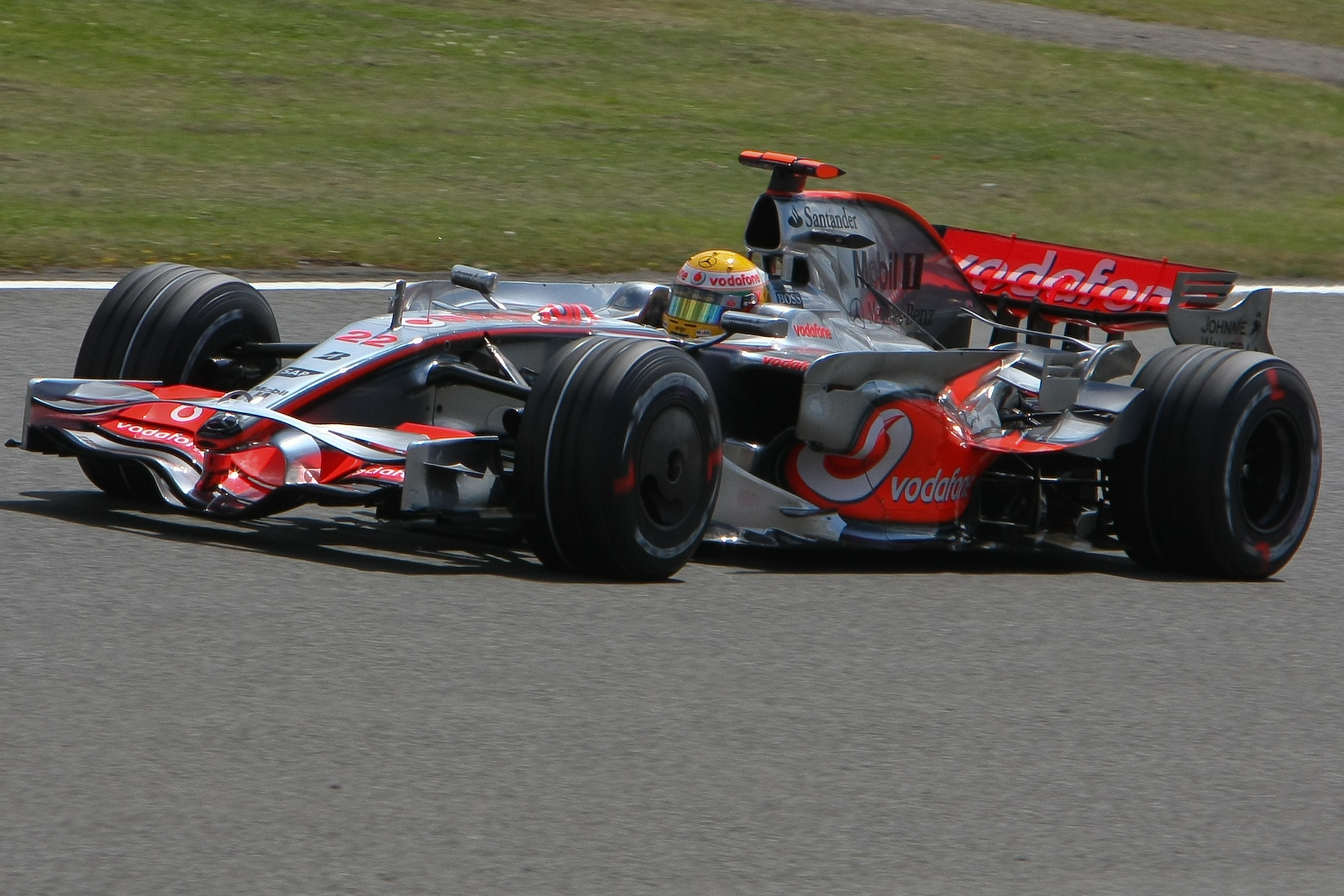
Lewis Hamilton remporte la course avec plus d'une minute d'avance sur Nick Heidfeld.

Lewis Hamilton, quatrième sur la grille de départ prend d'emblée le dessus sur Kimi Räikkönen et Mark Webber tandis que son coéquipier Heikki Kovalainen, qui venait de réaliser sa première pole position, conserve la tête de la course. Hamilton le déborde au 5e tour tandis qu'Alonso et Räikkönen harcèlent le Finlandais. Massa, alors leader au championnat est relégué en fond de peloton à la suite de deux têtes-à-queues dus à la piste détrempée. Hamilton rentre au stand pour changer ses pneumatiques tandis que Räikkönen, revenu sur ses talons, fait le pari de conserver ses gommes, persuadé que la pluie va cesser. Ce choix s'avère être le mauvais puisque la pluie redouble et Räikkönen chute en 11e position. Nick Heidfeld atteint la seconde position et devance Kovalainen et Kubica qui part ensuite à la faute. Barrichello, chaussé en pneus "pluie extrême" remonte de la 16e à la 3e place et signe son premier podium depuis qu'il a quitté Ferrari. Hamilton remporte son troisième succès de l'année, devant Heidfeld et Barrichello. Räikkönen termine quatrième et devance Kovalainen, Alonso, Trulli et Nakajima. Hamilton reprend la tête du championnat du monde à égalité de points avec Massa et Räikkönen (48 points) tandis que le classement du championnat constructeur ne change pas, Ferrari devançant toujours BMW Sauber et McLaren.

### Grand Prix d'Allemagne

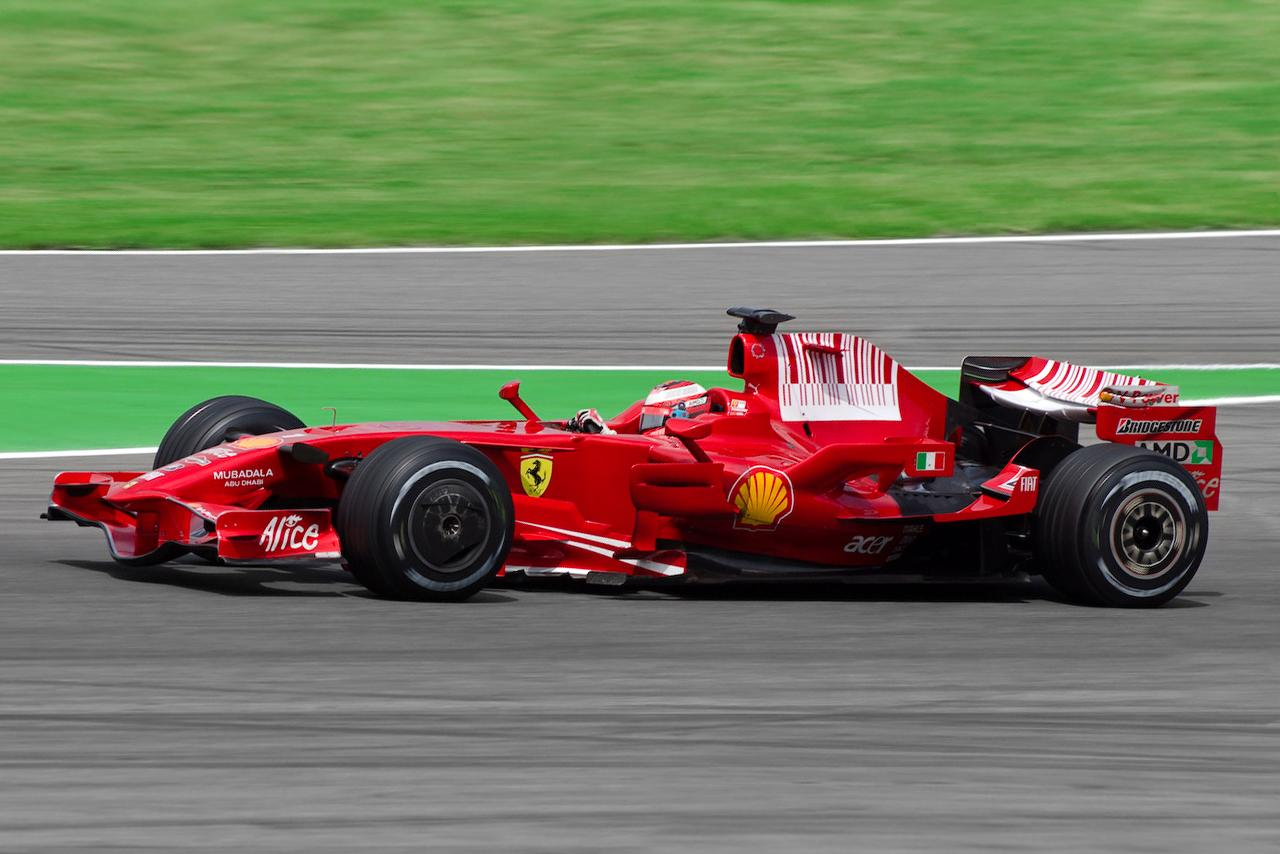
Kimi Räikkönen, sixième de l'épreuve.

Lewis Hamilton tire avantage de sa pole position et creuse peu à peu l'écart sur ses rivaux. À la mi-course, Felipe Massa pointe déjà à 11 secondes et Heikki Kovalainen à 18. Cette avance confortable est réduite à néant par la sortie du safety-car à la suite de l'accident dont est victime Timo Glock qui fracasse sa monoplace contre le muret des stands. Alors que presque tous les concurrents profitent de la neutralisation pour ravitailler, Hamilton reste en piste. À la relance, il devance Nelsinho Piquet et Nick Heidfeld (qui ne sont pas non plus passés par les stands) mais le Brésilien possède l'avantage certain de ne plus avoir à ravitailler pour atteindre l'arrivée. Après son arrêt au stand, Hamilton n'est plus que 5e, il force alors son talent et déborde Kovalainen et Massa. Le passage par les stands d'Heidfeld lui permet de pointer en seconde position et de se lancer à l'attaque de Piquet. Il reprend la tête de l'épreuve au 59e passage et remporte son quatrième succès de la saison en devançant Piquet (qui décroche son premier podium) et Massa. Heidfeld se classe quatrième devant Kovalainen, Räikkönen, Kubica et Vettel. Le podium du Grand Prix est le plus jeune de l'histoire de la Formule 1, la moyenne des âges d'Hamilton, Piquet et Massa étant de 24 ans et 7 mois. Hamilton est désormais seul leader au championnat avec 58 points et devance Massa et Räikkönen de 4 et 7 points. Le classement des constructeurs ne change pas, Ferrari (105 points) devançant toujours BMW Sauber (89 points) et McLaren (86 points).

### Grand Prix de Hongrie

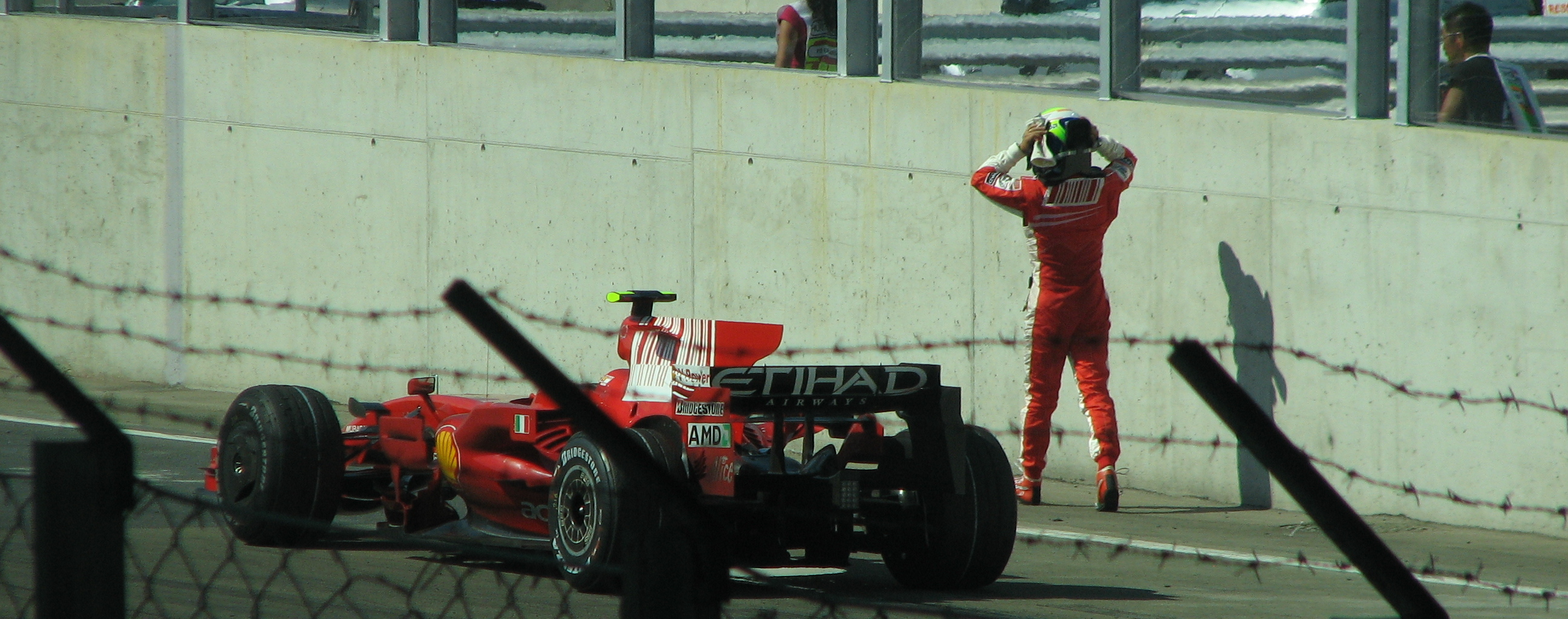
Felipe Massa abandonne sur rupture moteur.

Alors que les pilotes McLaren monopolisent la première ligne (Lewis Hamilton ayant décroché la pole position devant Heikki Kovalainen), Felipe Massa, réalise le meilleur envol et déborde d'emblée les Flèches d'Argent. Timo Glock, qualifié en 5e position, l'imite et prend le meilleur sur Robert Kubica de même qu'Alonso qui déborde Kimi Räikkönen. Massa et Hamilton creusent peu à peu l'écart alors que les ravitaillements aux stands se profilent. Ceux-ci seront mouvementés pour Sébastien Bourdais, Rubens Barrichello et Kazuki Nakajima dont les monoplaces frôlent l'incendie et fatal pour Kubica qui perd trois places. Le tournant de la course a lieu au 40e tour lorsqu'Hamilton, toujours second, crève et doit effectuer un tour complet avant de regagner son stand. Massa semble avoir course gagnée et précède Kovalainen et Glock. À trois tours du but, il est contraint à l'abandon sur casse moteur, ce qui permet à Kovalainen de décrocher la première victoire de sa carrière. Glock décroche quant à lui son premier podium, Räikkönen sauvant l'honneur de la Scuderia à la 3e place. Alonso termine 4e devant Hamilton qui sauve quelques points, Nelsinho Piquet, Trulli et Kubica. Hamilton conserve la tête du championnat avec 62 points, tandis que Räikkönen est désormais second devant son coéquipier Massa. Au classement des constructeurs, Ferrari (111 points) voit son avance se réduire sur McLaren, nouveau deuxième avec 100 points, BMW Sauber pointant désormais à la troisième place en n'ayant engrangé qu'un seul point (90 points).

### Grand Prix d'Europe

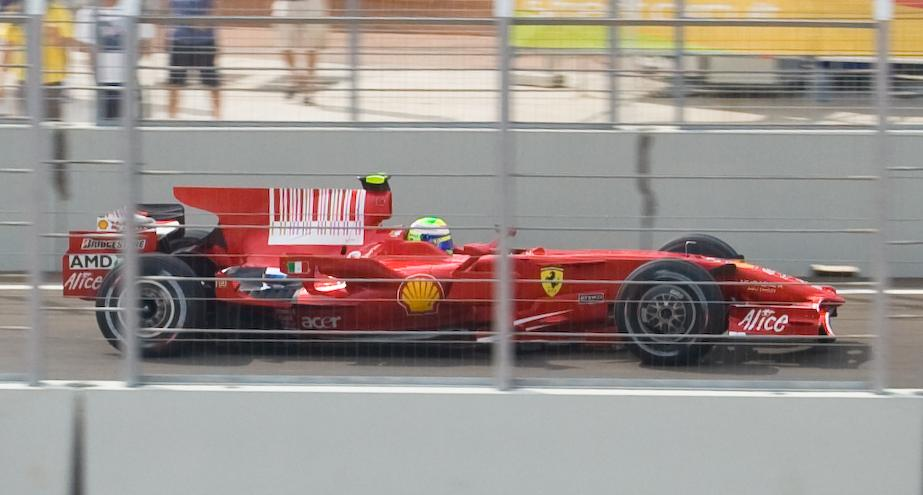
Felipe Massa, premier vainqueur en Formule 1 sur le circuit de Valence.

Felipe Massa se met en évidence en décrochant la pole position sur le nouveau circuit de Valence. Il réussit son envol en contenant Lewis Hamilton et Robert Kubica alors que Kimi Räikkönen se fait dépasser par son compatriote Heikki Kovalainen. Fernando Alonso, devant son public, est contraint à l'abandon dès le premier tour après un accrochage avec Kazuki Nakajima. Massa contrôle parfaitement la course bien qu'il manque de s'accrocher avec Adrian Sutil dans la pit-lane. Alors que Massa domine de la tête et des épaules et réalise un hat-trick grâce à sa victoire et le record du tour, son coéquipier connaît le pire : il fauche un de ses mécaniciens lors de son arrêt aux stands puis doit renoncer sur casse moteur. Hamilton termine second de l'épreuve, Kubica complétant le podium. Kovalainen se classe 4e devant Jarno Trulli, Sebastian Vettel, Timo Glock et Nico Rosberg. Grâce à sa deuxième place, Hamilton conserve la tête du championnat avec 70 points tandis que Massa (64 points) repasse devant Räikkönen qui reste à 57 points. Au classement des constructeurs, Ferrari (121 points) voit encore son avance se réduire sur McLaren qui n'a plus que 8 points de retard. BMW Sauber conserve la troisième place avec 96 unités.

### Grand Prix de Belgique

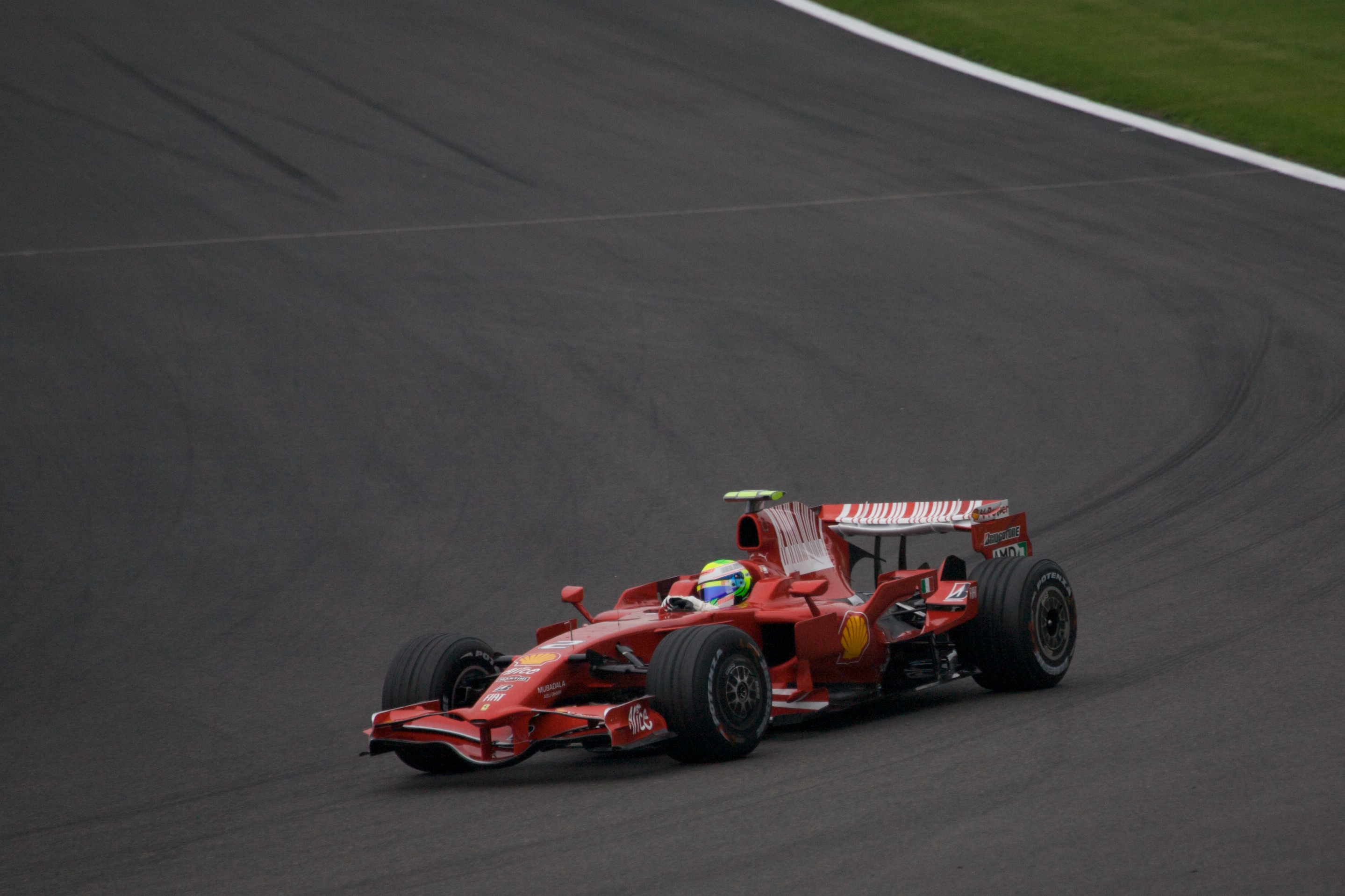
Felipe Massa, vainqueur sur tapis vert.

Lewis Hamilton ne tire pas longtemps avantage de sa pole position puisqu'il part en tête-à-queue à l'épingle de la Source dès le second tour, laissant le leadership à Kimi Räikkönen. Au départ, l'empilement à l'épingle pénalise Heikki Kovalainen, Jarno Trulli et Nick Heidfeld tandis que Felipe Massa est troisième, suivi par Fernando Alonso et Sébastien Bourdais. Le classement ne va guère évoluer jusqu'au 42e des 44 tours de l'épreuve, au moment où la pluie fait son apparition. Hamilton revient très fort sur Räikkönen et coupe une chicane pour éviter un accrochage. Il laisse le Finlandais reprendre l'avantage pour éviter une pénalité mais cette manœuvre a brisé l'élan du pilote Ferrari qui se fait doubler à la Source. Räikkönen, peu après, en chasse derrière Hamilton, part à la faute après avoir doublé Hamilton en évitant Nico Rosberg au ralenti. Si Hamilton franchit en tête le drapeau à damiers, il sera rétrogradé au troisième rang pour avoir tiré avantage de sa manœuvre sur Räikkönen. Massa hérite donc de la victoire tandis que Heidfeld, qui a chaussé des intermédiaires, se classe second en doublant six monoplaces dans les derniers tours. Bourdais, longtemps troisième se fait dépasser par Alonso qui a effectué un arrêt au dernier tour, remontant de la huitième à la quatrième place, Vettel (cinquième) et Robert Kubica (sixième) et devance Timo Glock pour l'attribution des points.
Au championnat du monde, Massa revient à 2 points seulement d'Hamilton (74 contre 76) tandis que Kubica dépasse Räikkönen d'une unité (58 contre 57). Ferrari conserve sa place de leader chez les constructeurs où BMW Sauber réalise une bonne opération en revenant sur les talons de McLaren (107 points contre 119).

### Grand Prix d'Italie

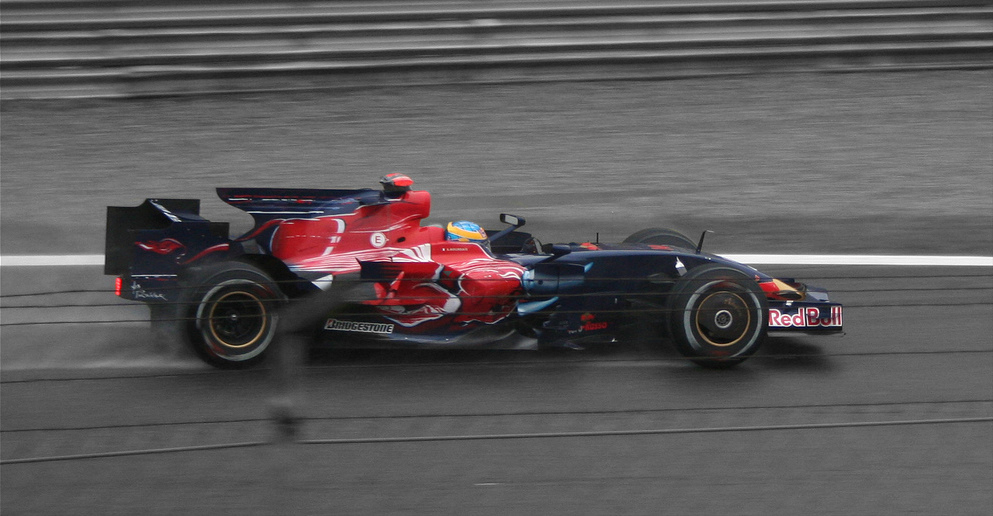
Sébastien Bourdais réalise la meilleure qualification de sa carrière en partant quatrième, son coéquipier Vettel décrochant la pole position.

Les qualifications, perturbées par la météo, voient les pilotes de pointe en difficulté (Robert Kubica est 11e, Kimi Räikkönen 14e et Lewis Hamilton 15e tandis que les pilotes de la galaxie Red Bull tirent leur épingle du jeu. En effet, Sebastian Vettel décroche la pole position (et devient le plus jeune poleman de l'histoire) et la deuxième ligne est occupé par Mark Webber devant Sébastien Bourdais. Le Français ne récoltera pourtant pas les fruits de ses efforts car un incident mécanique l'obligera à s'élancer des stands un tour après le lâcher de la meute. Vettel conserve son avantage au départ et ne sera jamais inquiété, le second Heikki Kovalainen restant sous contrôle à bonne distance. Hamilton anime de début de la course en remontant spectaculairement jusqu'au second rang avant d'effectuer un ravitaillement. La piste s'asséchant progressivement, tous les pilotes chaussent des gommes intermédiaires en lieu et place des "extrême pluie". Kubica, Fernando Alonso et Nick Heidfeld réalisent une bonne opération en couplant ce changement de pneus à leur unique ravitaillement en carburant, ce qui leur permet de se rapprocher de la tête de course (troisième, quatrième et cinquième). Felipe Massa, Hamilton, Webber et Räikkönen sont alors relégués aux sixième, septième et huitième places tandis que Vettel devient le plus jeune vainqueur de Grand Prix de l'histoire. Au championnat du monde, Massa ne reprend qu'un seul point à Hamilton toujours en tête (78 points à 77) tandis que l'abandon de Räikkönen fait le jeu de Kubica, troisième avec désormais 7 points d'avance. Chez les constructeurs, Ferrari devance toujours McLaren et BMW Sauber tandis que Renault F1 Team ramarre Toyota F1 Team avec 41 points chacun.

### Grand Prix de Singapour

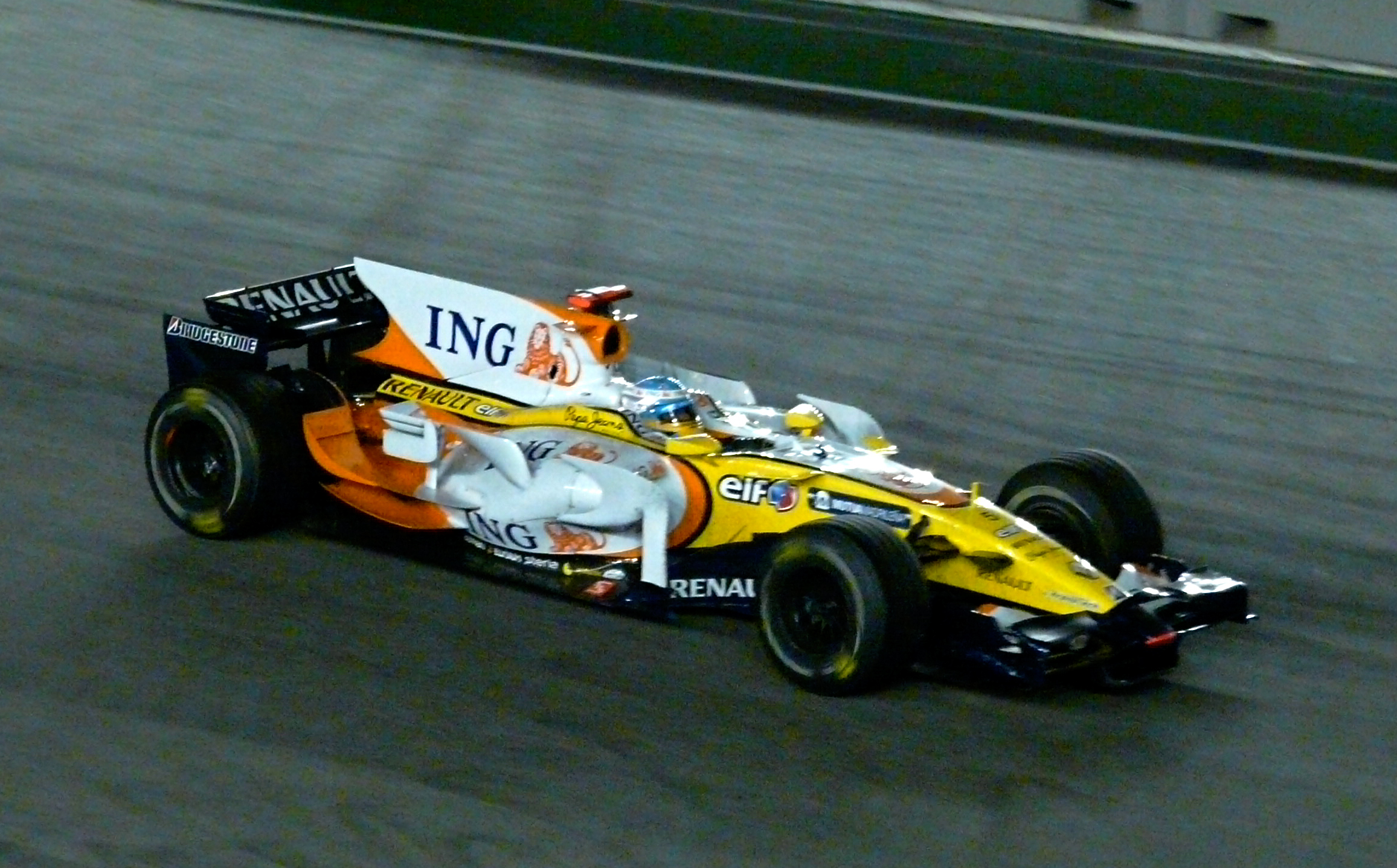
Victoire pour Fernando Alonso et pour Renault qui n'avait plus gagné depuis le Grand Prix du Japon en 2006.

Profitant de sa pole position, Felipe Massa s'échappe peu à peu, poursuivi par Lewis Hamilton qui perd progressivement son avance sur Kimi Räikkönen. Le tournant de la course a lieu au 13e tour lorsque Nelsinho Piquet part à la faute et crashe sa monoplace contre un muret. La voiture de sécurité est envoyée en piste pour une longue neutralisation de l'épreuve juste après que Fernando Alonso est entré aux stands pour ravitailler. Le ravitaillement de Massa tourne à la catastrophe lorsque celui-ci, à la suite d'une erreur de son équipe, arrache le tuyau d'alimentation en essence : il reprend la piste en dernière position. À ce moment de la course, Nico Rosberg est en tête devant Jarno Trulli et Giancarlo Fisichella mais les deux Italiens n'ont pas encore ravitaillé tandis que l'Allemand écope d'un drive-through pour avoir ravitaillé alors que la pit-lane était fermée (il en sera de même pour Robert Kubica). Si Rosberg réussit à sauver une troisième place, le Polonais sombre dans le classement tandis qu'Alonso, qui, lui, a ravitaillé au bon moment, prend la tête de la course et signe le premier succès de Renault F1 Team depuis deux ans. Rosberg réussit à préserver sa deuxième place devant Hamilton. En fin de course, Adrian Sutil heurte le muret, ce qui provoque une nouvelle sortie du safety-car et Räikkönen part également à la faute en tentant de dépasser Timo Glock pour le gain de la quatrième place. Sebastian Vettel, Nick Heidfeld, David Coulthard et Kazuki Nakajima se partagent les derniers points. Massa réalise une mauvaise opération en championnat, désormais à 7 longueurs d'Hamilton et son coéquipier ne dispose plus que d'un point d'avance sur Nick Heidfeld (57 contre 56). Au championnat des constructeurs, Ferrari cède la tête à McLaren pour un point (135 contre 134) et Renault F1 Team subtilise la quatrième place à Toyota F1 Team.
Il apparaitra l'année suivante, à la suite d'un reportage de la chaîne brésilienne TV Globo que l'accident de Piquet à Singapour avait été programmé par le directeur de l'écurie Flavio Briatore et l'ingénieur Pat Symonds pour favoriser la victoire d'Alonso. Cela donnera lieu au scandale dit du Crashgate, débouchant sur la suspension à vie de Flavio Briatore.

### Grand Prix du Japon

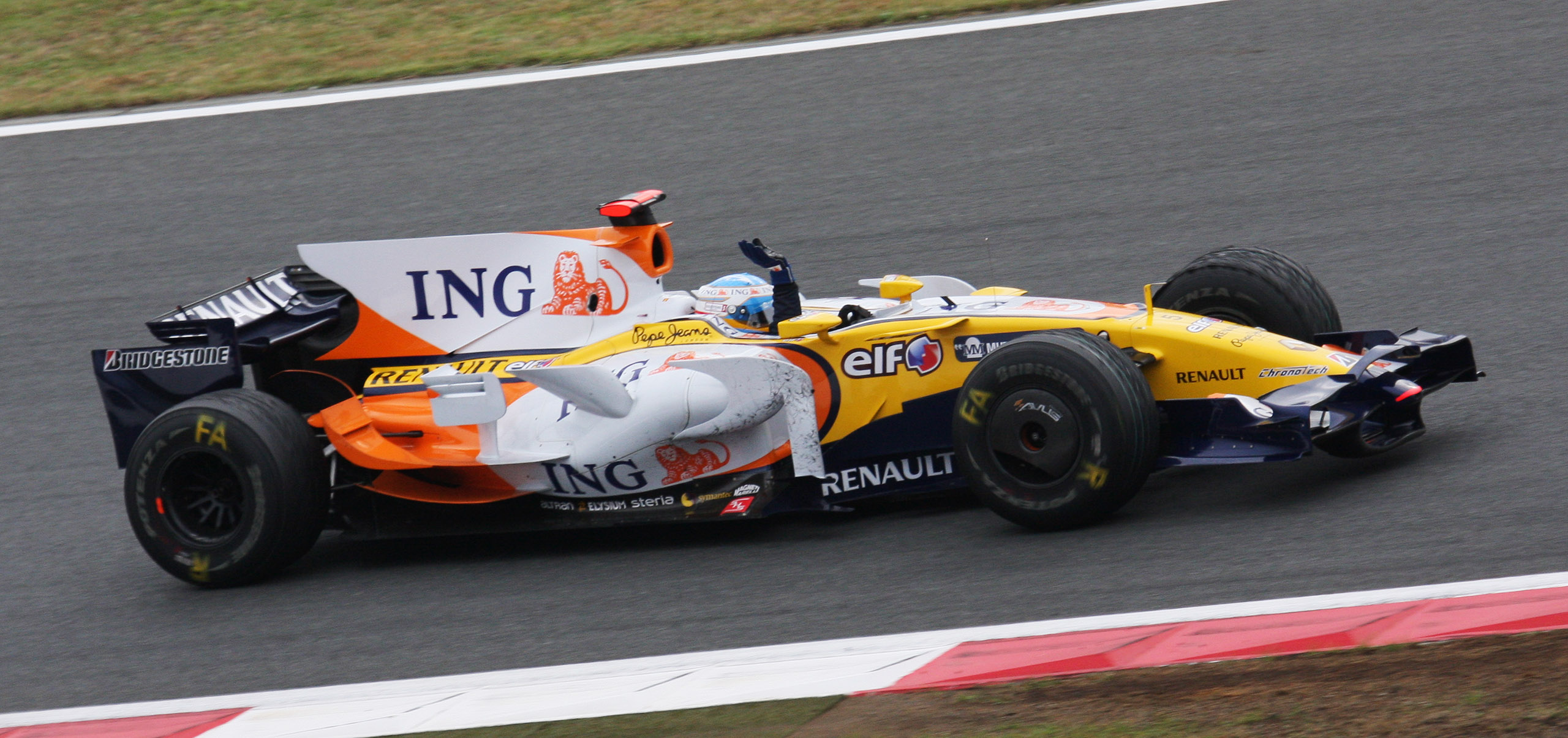
Fernando Alonso lors de son tour d'honneur après sa seconde victoire consécutive de la saison.

Dès le départ, Lewis Hamilton perd l'avantage conféré par sa pole position et, en tentant de reprendre son bien ravi par Felipe Massa, bloque ses roues, tire droit et manque d'entraîner Kimi Räikkönen avec lui. Plus loin dans le peloton, David Coulthard tape le rail à la suite d'une rupture de suspension. Hamilton, second derrière Massa, le passe dès le deuxième passage sur la ligne mais le Brésilien l'accroche : les deux pilotes écopent alors chacun d'un drive-through pour cette passe d'armes litigieuse. Robert Kubica et Fernando Alonso en profitent pour prendre le large en tête, l'Espagnol doublant le Polonais à l'issue des ravitaillements. Alonso ne sera dès lors plus jamais à la merci de ses adversaires et remporte sa seconde victoire consécutive de la saison. Kubica doit alors faire face au retour de Räikkönen et les deux hommes manquent de s'accrocher, la BMW conservant toutefois son avantage. Si Nelsinho Piquet complète la bonne prestation des Renault en se classant quatrième, devant Jarno Trulli, Sébastien Bourdais se voit retirer ses points de la sixième position sur tapis vert, les commissaires estimant qu'il avait gêné Massa lors de sa sortie des stands. Cette sanction permet à son coéquipier Sebastian Vettel de récupérer trois points et à Massa de se classer septième devant Mark Webber. En championnat, McLaren perd huit points sur son rival Ferrari en ne marquant aucun point (Hamilton terminant douzième et Kovalainen ayant abandonné) et se retrouve sous la menace directe des BMW Sauber revenues à 7 longueurs (128 points contre 135). Renault prend le large par rapport à Toyota en comptant désormais 16 points d'avance sur le constructeur japonais. Chez les pilotes, Massa ne reprend que 2 points à Hamilton, toujours en tête et Kubica se relance avec seulement 7 points de retard sur Massa.

### Grand Prix de Chine

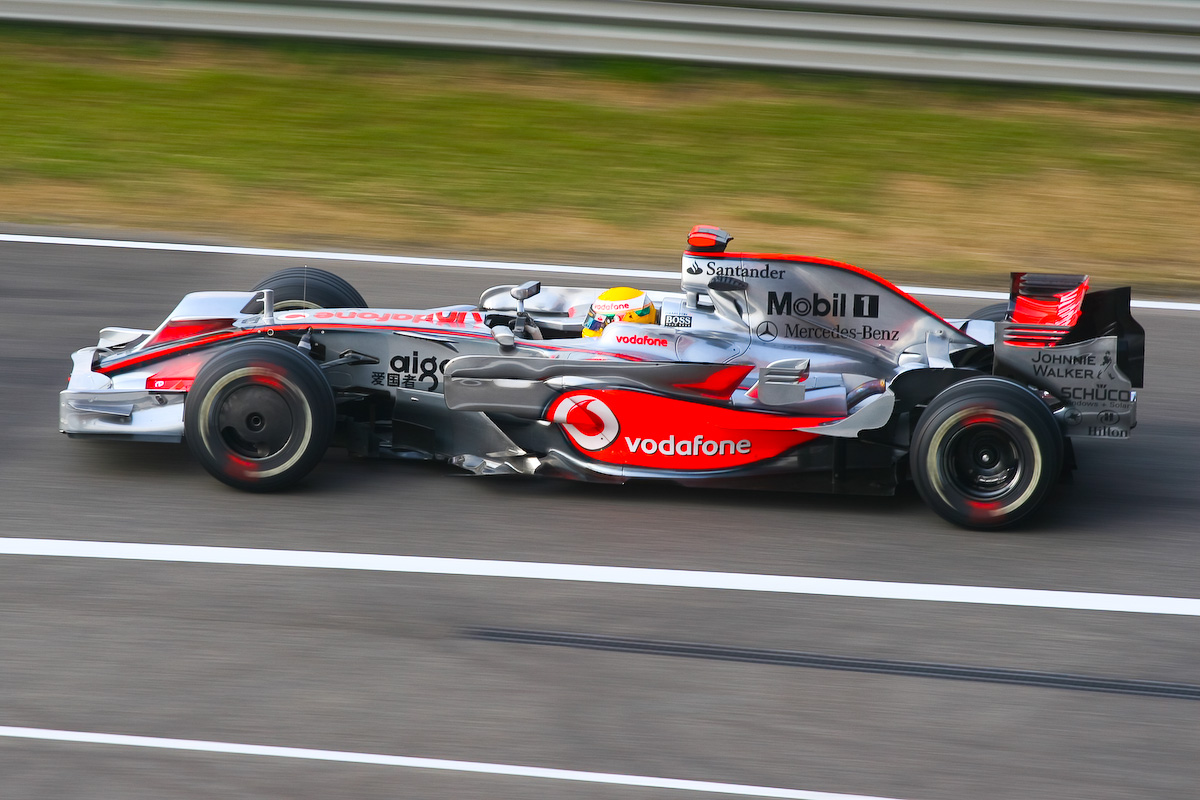
Lewis Hamilton réalise un hat-trick au Grand Prix de Chine.

Lewis Hamilton s'élance de la pole position et contrôle parfaitement les Ferrari de Felipe Massa et Kimi Räikkönen tandis que Sébastien Bourdais et Jarno Trulli s'accrochent en milieu de peloton. Fernando Alonso réussit quant à lui à prendre le meilleur sur Heikki Kovalainen pour le gain de la quatrième place. Au trente-quatrième tour, Kovalainen est victime d'une crevaison qui lui fait quitter les avant-postes avant qu'il n'abandonne. Les deux salves de ravitaillements n'ont aucune incidence sur le classement de la course et Hamilton signe un hat-trick. Afin de préserver les chances de son pilote le mieux placé au championnat, la Scuderia Ferrari demande à Räikkönen de s'effacer au profit de Massa qui termine second. Alonso termine quatrième devant les BMW de Nick Heidfeld et Robert Kubica tandis que Timo Glock se classe septième, Nelsinho Piquet raflant le dernier point mis en jeu.
Au championnat du monde, Felipe Massa perd quelques longueurs sur Hamilton (87 points contre 94) tandis que le mauvais résultat de Kubica le prive définitivement de ses chances de devenir champion du monde. La Scuderia Ferrari, en marquant 14 points contre 10 à McLaren, se rapproche de plus en plus d'une nouvelle couronne mondiale, BMW Sauber pouvant encore ravir la seconde place avec seulement 10 points de retard sur McLaren (135 points contre 145). Renault s'assure de la quatrième place finale avec 20 points d'avance sur Toyota.

### Grand Prix du Brésil

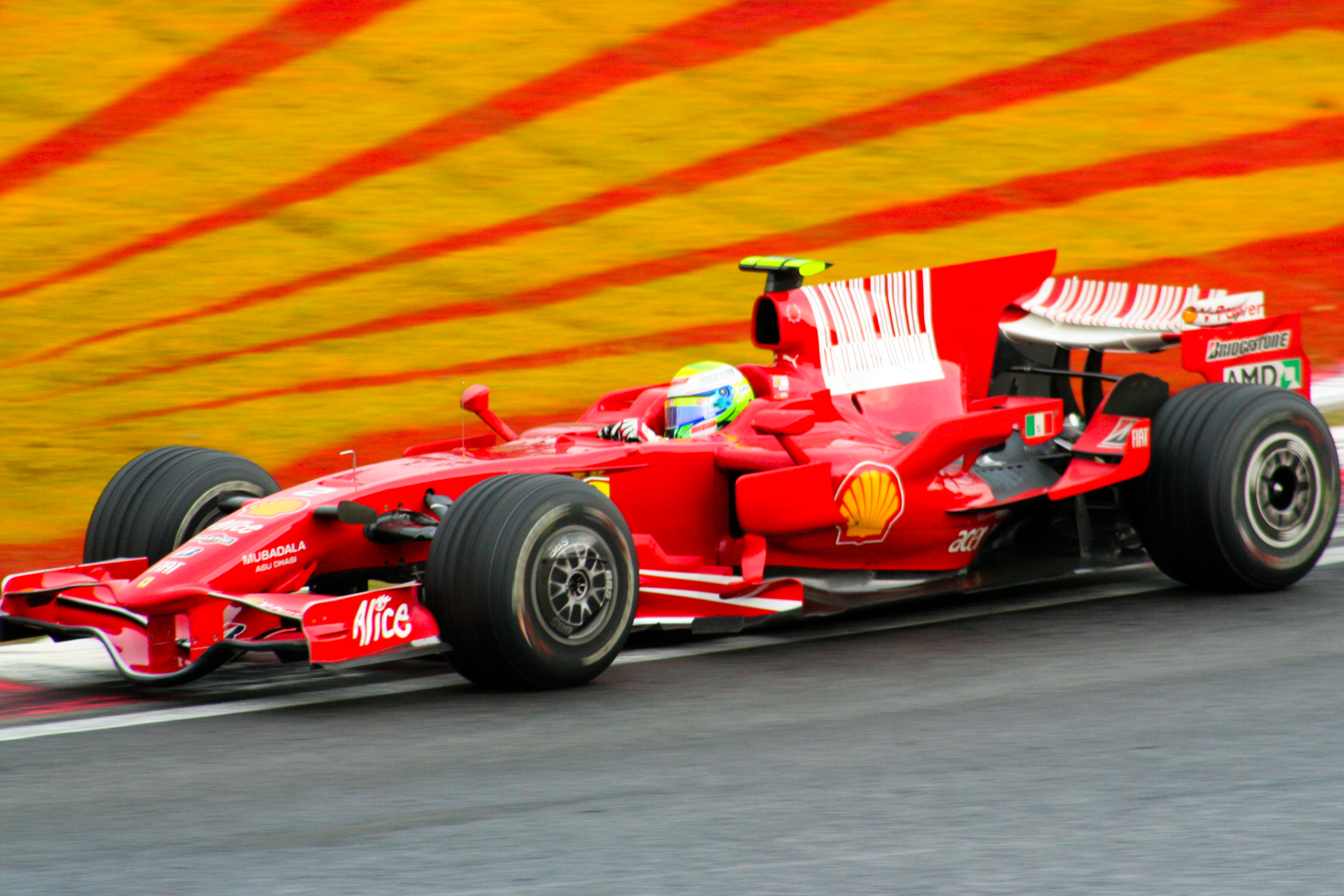
Malgré un hat-trick pour son Grand Prix national, Felipe Massa échoue pour un point dans la conquête du titre mondial.

La situation est très claire pour Felipe Massa qui doit absolument remporter son Grand Prix national ou au moins terminer second pour espérer être titré. Il ne tient néanmoins pas son destin entre ses mains car Lewis Hamilton peut se contenter d'une cinquième place finale en cas de victoire du Brésilien pour empocher le titre. Massa réussit la première partie de sa tâche en décrochant la pole position devant Jarno Trulli et son coéquipier Kimi Räikkönen alors qu'Hamilton n'est que quatrième sur la grille. À quelques minutes du départ, une violente averse contraint tous les pilotes à chausser les pneus pluie. Dès que le drapeau à damier est abaissé, David Coulthard, dont c'est le dernier Grand Prix, perd le contrôle de sa monoplace et finit dans le rail, provoquant la sortie de la voiture de sécurité. À la relance, les positions n'évoluent pas et restent stables jusqu'aux premiers ravitaillements. Sebastian Vettel, qui a ravitaillé avant tout le monde, pointe alors au second rang et harcèle Massa tandis qu'Hamilton est désormais sixième derrière Giancarlo Fisichella : l'Anglais ne prend l'avantage qu'au bout de six tours puis remonte à la quatrième place quand Vettel effectue son deuxième arrêt au stand. En tête de course, Massa signe le meilleur tour tandis que Räikkönen fait de son mieux pour se rapprocher d'Alonso, solide second. À seulement sept tours du terme, la pluie refait son apparition : certains pilotes rentrent aux stands chausser des gommes adaptées tandis que d'autres font le pari de rester en pneus pour le sec. Hamilton, qui a stoppé, se retrouve alors cinquième derrière Timo Glock en pneus secs mais dans l'avant-dernier tour, Vettel dépasse Hamilton, qui perd virtuellement le titre de champion du monde puisque Massa franchit la ligne en vainqueur en signant un hat-trick devant Alonso et Räikkönen. Dans le dernier virage, Glock, à l'agonie avec ses pneus non adaptés à l'état de la piste, est dépassé par Hamilton qui se classe donc cinquième de la course, résultat suffisant pour décrocher la couronne mondiale. Heikki Kovalainen se classe septième et Trulli empoche le dernier point mis en jeu. Comme l'année précédente, le titre des pilotes est remporté avec seulement 1 point d'écart (98 contre 97) et Lewis Hamilton devient le plus jeune champion du monde de l'histoire de la Formule 1. Les pilotes Ferrari complètent le podium mondial, Räikkönen se classant troisième avec 75 points, à égalité de points avec Robert Kubica, quatrième. Chez les constructeurs, Ferrari décroche son 16e titre de champion avec 172 points, McLaren terminant second avec 151 points, BMW Sauber complétant le podium avec 135 unités.

## Classement saison 2008

### Pilotes
| Pos.     | Pilotes              | AUS  | MAL  | BAR  | ESP  | TUR  | MON  | CAN  | FRA  | GBR  | ALL  | HUN  | EUR  | BEL  | ITA  | SIN  | JAP  | CHI  | BRA  | Points |
| -------- | -------------------- | ---- | ---- | ---- | ---- | ---- | ---- | ---- | ---- | ---- | ---- | ---- | ---- | ---- | ---- | ---- | ---- | ---- | ---- | ------ |
| Champion | Lewis Hamilton       | 10   | 4    | 0    | 6    | 8    | 10   | Abd. | 0    | 10   | 10   | 4    | 8    | 6    | 2    | 6    | 0    | 10   | 4    | 98     |
| 2        | Felipe Massa         | Abd. | Abd. | 10   | 8    | 10   | 6    | 4    | 10   | 0    | 6    | 0*   | 10   | 10   | 3    | 0    | 2    | 8    | 10   | 97     |
| 3        | Kimi Räikkönen       | 1*   | 10   | 8    | 10   | 6    | 0    | Abd. | 8    | 5    | 3    | 6    | Abd. | 0*   | 0    | 0*   | 6    | 6    | 6    | 75     |
| 4        | Robert Kubica        | Abd. | 8    | 6    | 5    | 5    | 8    | 10   | 4    | Abd. | 2    | 1    | 6    | 3    | 6    | 0    | 8    | 3    | 0    | 75     |
| 5        | Fernando Alonso      | 5    | 1    | 0    | Abd. | 3    | 0    | Abd. | 1    | 3    | 0    | 5    | Abd. | 5    | 5    | 10   | 10   | 5    | 8    | 61     |
| 6        | Nick Heidfeld        | 8    | 3    | 5    | 0    | 4    | 0    | 8    | 0    | 8    | 5    | 0    | 0    | 8    | 4    | 3    | 0    | 4    | 0    | 60     |
| 7        | Heikki Kovalainen    | 4    | 6    | 4    | Abd. | 0    | 1    | 0    | 5    | 4    | 4    | 10   | 5    | 0*   | 8    | 0    | Abd. | Abd. | 2    | 53     |
| 8        | Sebastian Vettel     | Abd. | Abd. | Abd. | Abd. | 0    | 4    | 1    | 0    | Abd. | 1    | Abd. | 3    | 4    | 10   | 4    | 3    | 0    | 5    | 35     |
| 9        | Jarno Trulli         | Abd. | 5    | 3    | 1    | 0    | 0    | 3    | 6    | 2    | 0    | 2    | 4    | 0    | 0    | Abd. | 4    | Abd. | 1    | 31     |
| 10       | Timo Glock           | Abd. | Abd. | 0    | 0    | 0    | 0    | 5    | 0    | 0    | Abd. | 8    | 2    | 0    | 0    | 5    | Abd. | 2    | 3    | 25     |
| 11       | Mark Webber          | Abd. | 2    | 2    | 4    | 2    | 5    | 0    | 3    | 0    | Abd. | 0    | 0    | 1    | 1    | Abd. | 1    | 0    | 0    | 21     |
| 12       | Nelsinho Piquet      | Abd. | 0    | Abd. | Abd. | 0    | Abd. | Abd. | 2    | Abd. | 8    | 3    | 0    | Abd. | 0    | Abd. | 5    | 1    | Abd. | 19     |
| 13       | Nico Rosberg         | 6    | 0    | 1    | Abd. | 1    | 0    | 0    | 0    | 0    | 0    | 0    | 1    | 0    | 0    | 8    | 0    | 0    | 0    | 17     |
| 14       | Rubens Barrichello   | Abd. | 0    | 0    | Abd. | 0    | 3    | 2    | 0    | 6    | Abd. | 0    | 0    | Abd. | 0    | Abd. | 0    | 0    | 0    | 11     |
| 15       | Kazuki Nakajima      | 3    | 0    | 0    | 2    | Abd. | 2    | Abd. | 0    | 1    | 0    | 0    | 0    | 0    | 0    | 1    | 0    | 0    | 0    | 9      |
| 16       | David Coulthard      | Abd. | 0    | 0    | 0    | 0    | Abd. | 6    | 0    | Abd. | 0    | 0    | 0    | 0    | 0    | 2    | Abd. | 0    | Abd. | 8      |
| 17       | Sébastien Bourdais   | 2*   | Abd. | 0    | Abd. | Abd. | Abd. | 0    | 0    | 0    | 0    | 0    | 0    | 2    | 0    | 0    | 0    | 0    | 0    | 4      |
| 18       | Jenson Button        | Abd. | 0    | Abd. | 3    | 0    | 0    | 0    | Abd. | Abd. | 0    | 0    | 0    | 0    | 0    | 0    | 0    | 0    | 0    | 3      |
| 19       | Giancarlo Fisichella | Abd. | 0    | 0    | 0    | Abd. | Abd. | Abd. | 0    | Abd. | 0    | 0    | 0    | 0    | Abd. | 0    | Abd. | 0    | 0    | 0      |
| 20       | Adrian Sutil         | Abd. | Abd. | 0    | Abd. | 0    | Abd. | Abd. | 0    | Abd. | 0    | Abd. | Abd. | 0    | 0    | Abd. | Abd. | Abd. | 0    | 0      |
| 21       | Takuma Satō          | Abd. | 0    | 0    | 0    |      |      |      |      |      |      |      |      |      |      |      |      |      |      | 0      |
| 22       | Anthony Davidson     | Abd. | 0    | 0    | Abd. |      |      |      |      |      |      |      |      |      |      |      |      |      |      | 0      |

- Pour la première fois dans l'histoire de la Formule 1, toutes les écuries ont aligné les deux mêmes pilotes sur chaque Grand Prix de la saison.

### Constructeurs
| Pos.   | Constructeurs       | Pilotes              | AUS  | MAL  | BAR  | ESP  | TUR  | MON  | CAN  | FRA  | GBR  | ALL  | HUN  | EUR  | BEL  | ITA  | SIN  | JAP  | CHI  | BRA  | Points |
| ------ | ------------------- | -------------------- | ---- | ---- | ---- | ---- | ---- | ---- | ---- | ---- | ---- | ---- | ---- | ---- | ---- | ---- | ---- | ---- | ---- | ---- | ------ |
| Champ. | Ferrari             | Felipe Massa         | Abd. | Abd. | 10   | 8    | 10   | 6    | 4    | 10   | 0    | 6    | 0*   | 10   | 10   | 3    | 0    | 2    | 8    | 10   | 172    |
| Champ. | Ferrari             | Kimi Räikkönen       | 1*   | 10   | 8    | 10   | 6    | 0    | Abd. | 8    | 5    | 3    | 6    | Abd. | 0*   | 0    | 0*   | 6    | 6    | 6    | 172    |
| 2      | McLaren-Mercedes    | Lewis Hamilton       | 10   | 4    | 0    | 6    | 8    | 10   | Abd. | 0    | 10   | 10   | 4    | 8    | 6    | 2    | 6    | 0    | 10   | 4    | 151    |
| 2      | McLaren-Mercedes    | Heikki Kovalainen    | 4    | 6    | 4    | Abd. | 0    | 1    | 0    | 5    | 4    | 4    | 10   | 5    | 0*   | 8    | 0    | Abd. | Abd. | 2    | 151    |
| 3      | BMW Sauber          | Robert Kubica        | Abd. | 8    | 6    | 5    | 5    | 8    | 10   | 4    | Abd. | 2    | 1    | 6    | 3    | 6    | 0    | 8    | 3    | 0    | 135    |
| 3      | BMW Sauber          | Nick Heidfeld        | 8    | 3    | 5    | 0    | 4    | 0    | 8    | 0    | 8    | 5    | 0    | 0    | 8    | 4    | 3    | 0    | 4    | 0    | 135    |
| 4      | Renault             | Fernando Alonso      | 5    | 1    | 0    | Abd. | 3    | 0    | Abd. | 1    | 3    | 0    | 5    | Abd. | 5    | 5    | 10   | 10   | 5    | 8    | 80     |
| 4      | Renault             | Nelsinho Piquet      | Abd. | 0    | Abd. | Abd. | 0    | Abd. | Abd. | 2    | Abd. | 8    | 3    | 0    | Abd. | 0    | Abd. | 5    | 1    | Abd. | 80     |
| 5      | Toyota              | Jarno Trulli         | Abd. | 5    | 3    | 1    | 0    | 0    | 3    | 6    | 2    | 0    | 2    | 4    | 0    | 0    | Abd. | 4    | Abd. | 1    | 56     |
| 5      | Toyota              | Timo Glock           | Abd. | Abd. | 0    | 0    | 0    | 0    | 5    | 0    | 0    | Abd. | 8    | 2    | 0    | 0    | 5    | Abd. | 2    | 3    | 56     |
| 6      | Toro Rosso-Ferrari  | Sebastian Vettel     | Abd. | Abd. | Abd. | Abd. | 0    | 4    | 1    | 0    | Abd. | 1    | Abd. | 3    | 4    | 10   | 4    | 3    | 0    | 5    | 39     |
| 6      | Toro Rosso-Ferrari  | Sébastien Bourdais   | 2*   | Abd. | 0    | Abd. | Abd. | Abd. | 0    | 0    | 0    | 0    | 0    | 0    | 2    | 0    | 0    | 0    | 0    | 0    | 39     |
| 7      | Red Bull-Renault    | Mark Webber          | Abd. | 2    | 2    | 4    | 2    | 5    | 0    | 3    | 0    | Abd. | 0    | 0    | 1    | 1    | Abd. | 1    | 0    | 0    | 29     |
| 7      | Red Bull-Renault    | David Coulthard      | Abd. | 0    | 0    | 0    | 0    | Abd. | 6    | 0    | Abd. | 0    | 0    | 0    | 0    | 0    | 2    | Abd. | 0    | Abd. | 29     |
| 8      | Williams-Toyota     | Nico Rosberg         | 6    | 0    | 1    | Abd. | 1    | 0    | 0    | 0    | 0    | 0    | 0    | 1    | 0    | 0    | 8    | 0    | 0    | 0    | 26     |
| 8      | Williams-Toyota     | Kazuki Nakajima      | 3    | 0    | 0    | 2    | Abd. | 2    | Abd. | 0    | 1    | 0    | 0    | 0    | 0    | 0    | 1    | 0    | 0    | 0    | 26     |
| 9      | Honda               | Rubens Barrichello   | Abd. | 0    | 0    | Abd. | 0    | 3    | 2    | 0    | 6    | Abd. | 0    | 0    | Abd. | 0    | Abd. | 0    | 0    | 0    | 14     |
| 9      | Honda               | Jenson Button        | Abd. | 0    | Abd. | 3    | 0    | 0    | 0    | Abd. | Abd. | 0    | 0    | 0    | 0    | 0    | 0    | 0    | 0    | 0    | 14     |
| 10     | Force India-Ferrari | Giancarlo Fisichella | Abd. | 0    | 0    | 0    | Abd. | Abd. | Abd. | 0    | Abd. | 0    | 0    | 0    | 0    | Abd. | 0    | Abd. | 0    | 0    | 0      |
| 10     | Force India-Ferrari | Adrian Sutil         | Abd. | Abd. | 0    | Abd. | 0    | Abd. | Abd. | 0    | Abd. | 0    | Abd. | Abd. | 0    | 0    | Abd. | Abd. | Abd. | 0    | 0      |
| 11     | Super Aguri-Honda   | Takuma Satō          | Abd. | 0    | 0    | 0    |      |      |      |      |      |      |      |      |      |      |      |      |      |      | 0      |
| 11     | Super Aguri-Honda   | Anthony Davidson     | Abd. | 0    | 0    | Abd. |      |      |      |      |      |      |      |      |      |      |      |      |      |      | 0      |